# 慕尼黑城市快铁
慕尼黑城市快铁（德語：S-Bahn München）是德国慕尼黑的一个城市快铁系统，也是当地除地铁外最重要的公共短途客运运输方式。它由德铁区域巴伐利亚运营，并与慕尼黑交通及资费集团相结合。主管责任机构则为巴伐利亚铁路公司。
慕尼黑快铁网络兴起于1972年夏季奥运会和多条既有的市郊铁路。它们均为电气化铁路并通过一条隧道相连。这条所谓的“主线”最初被称为“连接线（Verbindungsbahn, 简称V-Bahn）”，走向是从火车总站穿越慕尼黑内城直至火车东站。如今，慕尼黑快铁日均发送旅客量达78万人次，在工作日的旅客发送量更是超过80万人次。因此，其主要运输量是来自于早高峰时段从慕尼黑周边至慕尼黑市区的通勤流动以及晚高峰的反向通勤。慕尼黑城市快铁雇有逾1000名员工，其中538名为列车驾驶员，另有120名为服务人员。
按路网长度计，慕尼黑城市快铁是继萊茵－魯爾城市快鐵和中德城市快鐵之后，德国的第三大城市快铁系统。

## 路网

### 组织

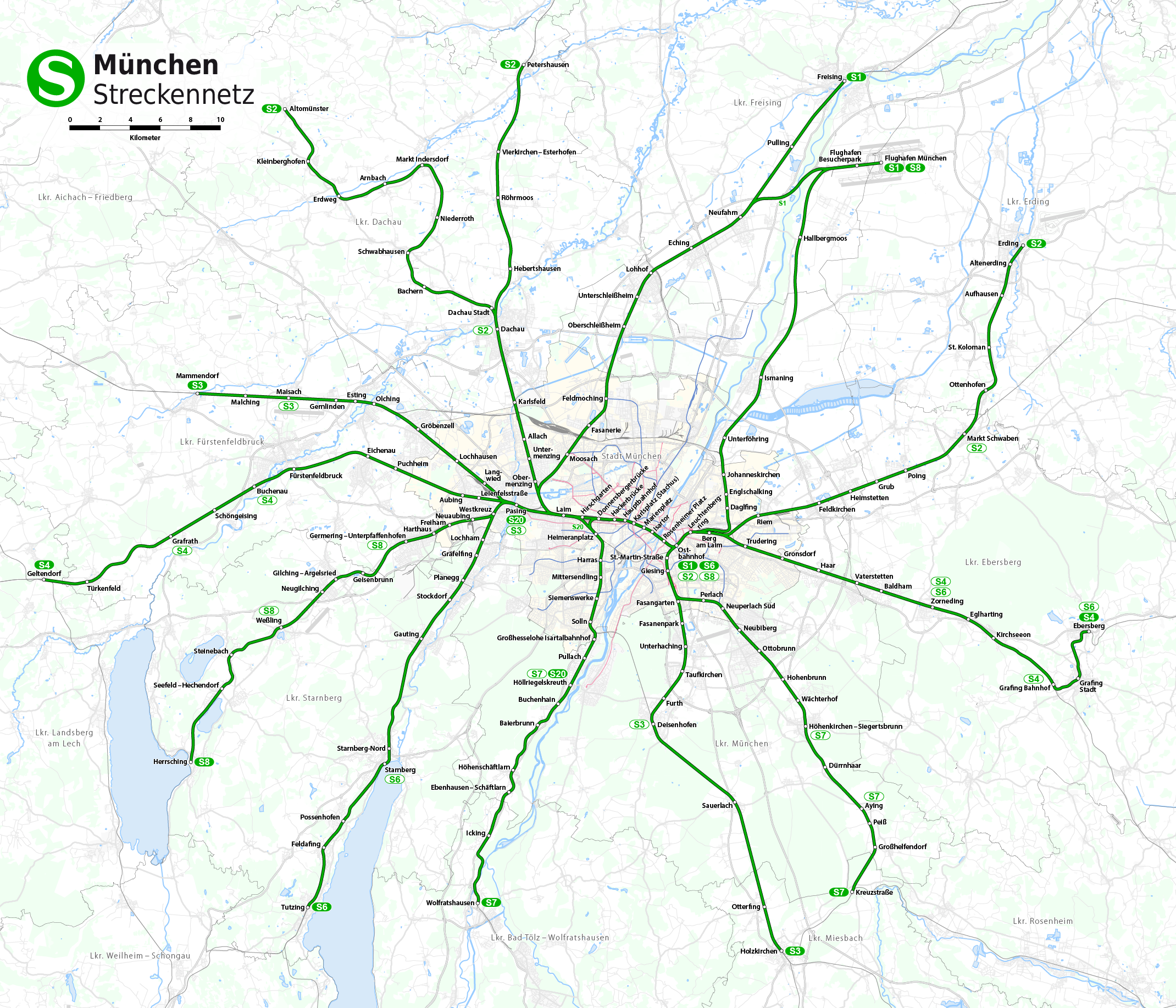
慕尼黑快铁线路网络（2014年）

慕尼黑快铁网络的核心是带有连接隧道的主线铁路，它从慕尼黑市中心的下方穿过。在隧道西侧，网络被分为七条分支路段，其线路从北至南最初被分为S1线（弗赖辛）至S7线（沃尔夫拉茨豪森）。根据运营需求，这些线路随着时间的推移曾发生多次变更，特别是通过路段改造后，它们经由主线隧道与五条东部分支相连，其中通往埃伯斯贝格的分支会由两条线路提供服务（S4和S6线），而S1线则在火车东站结束。1991年6月，从S4线至S5线往埃伯斯贝格方向的首个轉轍器建成。通往沃尔夫拉茨豪森的线路最初被编为S10线，并且仅是通过主线引至S7线。在东部经由伊斯马宁通往机场的城市快铁使用S8的编号，其原本的S5线编号已被撤销。
此外，连接帕辛至赫尔里格尔斯克罗伊特的S20线并不会通过主线隧道运行。S20线和原S27线的20+编号可以追溯至这两条线的开通时期，当时它们仍是经由大黑瑟洛厄桥穿越伊萨尔河并继续通往代森霍芬，而经由代森霍芬通往霍尔茨基兴的分支也仍然使用S2（而不是如今的S3）线的编号。
2014年以前，在达豪－阿尔托明斯特铁路上以内燃动力运行的A线（Linie A），同样也是快铁网络的组成部分。它在S2线中从达豪开始并开往阿尔托明斯特。作为5.2亿欧元扩建计划的一部分，它于2014年12月完成电气化改造并作为翼位路段被集成至S2线。
在德国铁路的行车大纲中，慕尼黑快铁的线路编号使用999.1至999.8的区间。2013年以前，S20和S27线在行车大纲的线路编号被标注为999.20，A线在2014年以前的编号则被标注为999.30。

### 路线及发车间隔
慕尼黑快铁（S1至S8线）的全天基本发车频率维持在20分钟一班，于高峰时段则通过开行加班列车在各个分支的部分路段维持10分钟一班的频率。较为特殊的情况是通往埃尔丁的线路：在工作日的早上，自埃尔丁始发的快速列车与自马克特施瓦本始发的常规快铁列车交替运行，整合为通往火车东站区间的10分钟一班间隔。同样的例子也发生在S7线的赫恩基兴-锡格茨布伦至十字街区间。此外，还有S4西线于高峰时段零星开行的加班列车，但并不经由主线隧道运行。在一些外围分支线路，有三分之一的于高峰时段外会在终点站前几站便终到并换向，这就使得最后的区间产生20/40分钟一班的发车频率。
| 路线 | 运行区间 | 频率      | 高峰频率  | 备注                   |
| ---- | --- | --------- | --------- | ---------------------- |
| S1   | 弗赖辛 － 普灵 － 诺伊法恩 | 20/40分钟 | 20分钟    | 在诺伊法恩站联结或解挂 |
| S1   | 慕尼黑机场 － 机场访客公园 － 诺伊法恩 | 20分钟    | 20分钟    | 在诺伊法恩站联结或解挂 |
| S1   | 诺伊法恩 － 埃兴 － 洛霍夫 － 下施莱斯海姆 － 上施莱斯海姆 － 费德莫兴 － 法萨内利 － 莫萨赫 － 莱姆 － 鹿园 － 多纳斯贝格桥 － 哈克桥 － 火车总站 － 卡尔广场 － 玛利亚广场 － 伊萨尔门 － 罗森海姆广场 － 火车东站 － 洛伊希滕贝格环路 | 20分钟    | 20分钟    |                        |
| S2   | 阿尔托明斯特 － 小贝格霍芬 － 埃尔德韦格 － 阿恩巴赫 － 马克特因德斯多夫 － 下罗特 － 施瓦布豪森 － 巴赫尔恩 － 达豪城 － 达豪 | 30分钟    | 30分钟    | 在达豪站联结或解挂     |
| S2   | 彼得斯豪森 － 菲尔基兴-艾斯特霍芬 － 勒尔莫斯 － 赫伯茨豪森 － 达豪 | 20分钟    | 20分钟    | 在达豪站联结或解挂     |
| S2   | 达豪 － 卡尔斯费尔德 － 阿拉赫 － 下门钦 － 上门钦 － 莱姆 － 鹿园 － 多纳斯贝格桥 － 哈克桥 － 火车总站 － 卡尔广场 － 玛利亚广场 － 伊萨尔门 － 罗森海姆广场 － 火车东站 － 洛伊希滕贝格环路 － 莱姆畔山 － 里姆 － 费尔德基兴 － 海姆斯特滕 － 格鲁布－ 波英 － 马克特施瓦本 | 20分钟    | 20分钟    |                        |
| S2   | 马克特施瓦本 － 奥滕霍芬 － 圣柯洛曼 － 奥夫豪森 － 老埃尔丁 － 埃尔丁 | 20/40分钟 | 20/40分钟 |                        |
| S3   | 马门多夫 － 马尔钦 － 迈萨赫 | 20分钟    | 20分钟    |                        |
| S3   | 迈萨赫 － 格恩林登 － 艾斯汀 － 奥尔兴 － 格勒本采尔 － 洛赫豪森 － 朗维德 － 帕辛 － 莱姆 － 鹿园 － 多纳斯贝格桥 － 哈克桥 － 火车总站 － 卡尔广场 － 玛利亚广场 － 伊萨尔门 － 罗森海姆广场 － 火车东站 － 圣马丁街 － 吉辛 － 雉鸡园 － 雉鸡公园 － 下哈兴 － 陶夫基兴 － 富尔特 － 代森霍芬 | 20分钟    | 10分钟    |                        |
| S3   | 代森霍芬 － 绍尔拉赫 － 奥特尔芬 － 霍尔茨基兴 | 20分钟    | 20分钟    |                        |
| S4   | 格尔滕多夫 － 蒂肯费尔德 － 格拉夫拉特 | 20/40分钟 | 20/40分钟 |                        |
| S4   | 格拉夫拉特 － 申盖辛格 － 布赫瑙 － 菲斯滕费尔德布鲁克 － 艾谢瑙 － 普赫海姆 － 奥宾 － 莱恩费尔斯街 － 帕辛 － 莱姆 － 鹿园 － 多纳斯贝格桥 － 哈克桥 － 火车总站 － 卡尔广场 － 玛利亚广场 － 伊萨尔门 － 罗森海姆广场 － 火车东站 － 洛伊希滕贝格环路 － 莱姆畔山 － 特鲁德灵 － 格隆斯多夫 － 哈尔 | 20分钟    | 20分钟    |                        |
| S4   | 哈尔 － 法特施特滕 － 巴尔德哈姆 － 措尔讷丁 － 埃格尔哈廷 － 基希塞翁 － 格拉芬 （－ 格拉芬城 － 埃伯斯贝格） | –         | 20分钟    |                        |
| S5   | 韦斯灵 － 新吉尔兴 － 吉尔兴-阿格斯里德 － 盖森布伦 － 盖默灵-下普法芬霍芬 |           |           | 仅部分班次             |
| S5   | 盖默灵-下普法芬霍芬 － 哈特豪斯 － 弗赖哈姆 － 新奥宾 － 西十字 － 帕辛 |           |           | 仅高峰时刻             |
| S5   | 火车东站 － 圣马丁街 － 吉辛 － 佩拉赫 － 新佩拉赫南 － 新比贝格 － 奥托布伦 － 高布伦 － 韦希特霍夫 － 赫恩基兴-锡格茨布伦 － （迪恩哈尔） － 艾因格 | 20分钟    | 20分钟    |                        |
| S5   | 艾因格 － （派斯） － 大助村 － 十字街 |           |           |                        |
| S6   | 图青 － 费尔达芬 － 波森霍芬 － 施塔恩贝格 － 施塔恩贝格北 － 高廷 － 斯托克多夫 － 普拉内格 － 格雷费尔芬 － 洛赫哈姆 － 西十字 － 帕辛 － 莱姆 － 鹿园 － 多纳斯贝格桥 － 哈克桥 － 火车总站 － 卡尔广场 － 玛利亚广场 － 伊萨尔门 － 罗森海姆广场 － 火车东站 － 洛伊希滕贝格环路 － 莱姆畔山 － 特鲁德灵 － 格隆斯多夫 － 哈尔 － 法特施特滕 － 巴尔德哈姆 － 措尔讷丁 － 埃格尔哈廷 － 基希塞翁 － 格拉芬 | 20分钟    | 20分钟    |                        |
| S6   | 格拉芬 － 格拉芬城 － 埃伯斯贝格 | 20/40分钟 | 20/40分钟 |                        |
| S7   | 沃尔夫拉茨豪森 － 伊京 － 埃本豪森-薛夫特拉恩 － 高薛夫特拉恩 － 拜尔布伦 － 布亨海因 － 赫尔里格尔斯克罗伊特 － 普拉赫 － 大黑瑟洛厄伊萨尔河谷 － 索尔恩 － 西门子工厂 － 中森德灵 － 哈拉斯 － 海梅兰广场 － 多纳斯贝格桥 － 火车总站（斯塔恩贝格翼站） | 20分钟    | 20分钟    |                        |
| S8   | 黑尔兴 － 席费尔德-黑申多夫 － 施泰因巴赫 － 韦斯灵 － 新吉尔兴 － 吉尔兴-阿格斯里德 － 盖森布伦 － 盖默灵-下普法芬霍芬 | 20分钟    | 20分钟    |                        |
| S8   | 盖默灵-下普法芬霍芬 － 哈特豪斯 － 弗赖哈姆 － 新奥宾 － 西十字 － 帕辛 － 莱姆 － 鹿园 － 多纳斯贝格桥 － 哈克桥 － 火车总站 － 卡尔广场 － 玛利亚广场 － 伊萨尔门 － 罗森海姆广场 － 火车东站 | 20分钟    | 10分钟    |                        |
| S8   | 火车东站 － 洛伊希滕贝格环路 － 达格尔芬 － 英戈沙金 － 约翰内斯基兴 － 下弗灵 － 伊斯马宁 － 哈尔贝格莫斯 － 机场访客公园 － 慕尼黑机场 | 20分钟    | 20分钟    |                        |
| S20  | 格尔滕多夫 － 格拉夫拉特 － 申盖辛格 － 布赫瑙 － 菲斯滕费尔德布鲁克 － 艾谢瑙 － 普赫海姆 － （奥宾 － 莱恩费尔斯街） － 帕辛 － 海梅兰广场 － 中森德灵 － 西门子工厂 － 索尔恩 － 大黑瑟洛厄伊萨尔河谷 － 普拉赫 － 赫尔里格尔斯克罗伊特 | –         | 个别班次  |                        |

(+) 额外的个别加班列车，因此偶尔可构建10分钟一班的间隔频率。

#### 主线上的钟面对称时刻
截至2015年度运行图，各路线在主线上从东往西按以下顺序运行：
S2 － S6 － S7 － （S8） － S3 － （S2） － S4 － S1 － S8 － （S3）（括号内为加班列车）
在反方向上，列车则以完全相反的顺序行驶，这便对“过角接续（Über-Eck-Anschlüsse）”有着较高的要求。慕尼黑快铁在开通初期便已存在对称性的时刻表，并在2004年12月12日生效的时刻表变更时重新引入。在2009年12月13日生效的时刻表变更中（增设鹿园停站），西部分支列车在主线上的行车顺序基本保持不变，仅开往迈萨赫（加班）和开往彼得斯豪森的列车需要调换顺序。在东部分支，前往埃伯斯贝格和前往机场的列车因与终到火车东站的路线调换而各延误了2分钟。藉此，所有“十分钟间隔路线”在主线上真正实现每十分钟一班。此外，从间隔点霍尔茨基兴到发的列车因与从代森霍芬到发的“十分钟间隔加班车”交换路线而延误了10分钟。外部路线的发车时间基本维持不变，仅S3东线延误了10分钟。在前往达豪（S2）、迈萨赫（S3）和措尔讷丁（S4/S6）的频率加密分支中，原本高峰时段的8/12或7/13分钟间隔被改进至几乎完全精确的10分钟间隔，就如同前往盖默灵（S8）和代森霍芬（S3）在此前便已实现的那样。
所有经由市中心运行的路线都具有统一的对称时刻（跟踪时刻），主线内部为:00后的半分钟，外部路线则为:00前的半分钟。

#### 已撤销路线

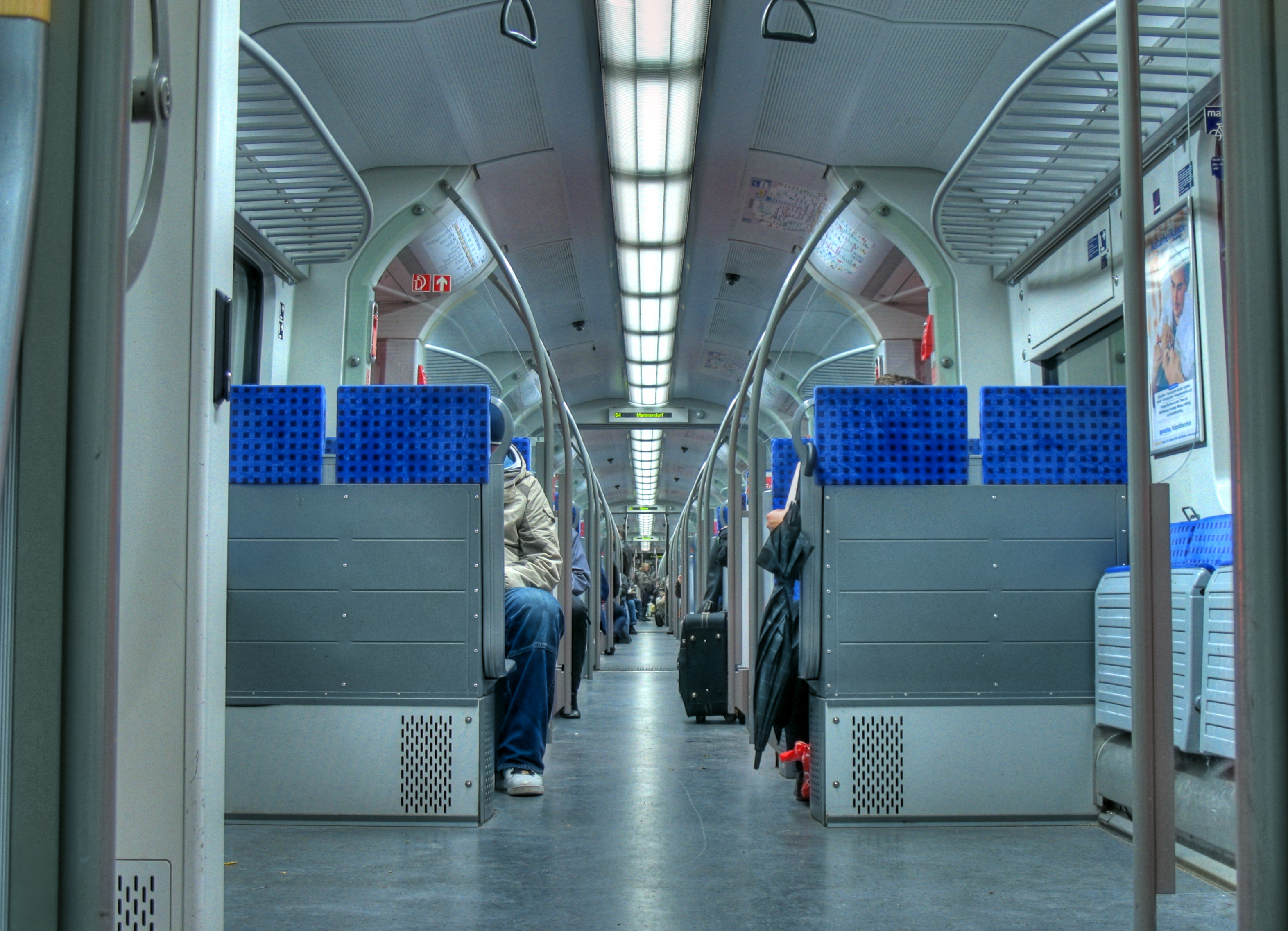
快铁车厢间隔

- /：在1981年5月31日前至多纳斯贝格桥的长途铁路地下隧道往返运行，代替了如今的S7、S10线不停多纳斯贝格桥和哈克桥至火车总站（霍尔茨基兴翼站）。当霍尔茨基兴翼站其后取代施塔恩贝格翼站作为S27线在火车总站的到发站台后，S22线也同样改在霍尔茨基兴翼站终到。[11]运行使用由机车牵引的推挽式列车。
- /：在1972年夏季奥运会期间，S5和S11线是作为特别路线经由约翰内斯基兴（S5）和莫萨赫（S11）至如今已废弃的奥林匹克体育场站往返运行。[11]
- ：在S7线的推挽式列车投入运营以前，是以S12线的名义从帕辛经由中森德灵至代森霍芬往返运行。随后这些列车并不使用快铁的编号运行。随着路线的强化，它在后来重新获得了S20线的快铁编号。
- ，自1985年起为：在1988年以前，每当奥林匹克公园举行大型活动时，作为特别路线经由莫萨赫至奥林匹克体育场站往返运行。
- /：在S8机场线（1991年）建成前服务于纳恩霍芬－伊斯马宁路段。通往机场的路段建成后，S8线至西部的帕辛终到，S3线则至东部的火车东站终到。其后，这两条路线被合并，以缓解主线的运行压力。由于机场线的重要性，当局放弃了S3线的编号。
- ：从2004年12月至2005年12月，S3线经历了复办：它作为高峰时刻的加密路线在迈萨赫至措尔讷丁间开行，以实现在该路段承诺的“10分钟间隔”。一年后，由于西部分支改由S4和S8线交换运行，这条路线被弃用。
- ：在2009年12月的运行图调整被撤销前以S5线的编号运行。自那时起，原通往黑尔兴的路段被纳入S8线，原通往霍尔茨基兴的路段则被纳入S3线。
- ：在2009年12月的运行图调整中，S3线被重新引入。它在如今的马门多夫至霍尔茨基兴间运行。
- ：S27线是从火车总站的施塔恩贝格翼站沿S7线通往索尔恩，经由大黑瑟洛厄桥跨越伊萨尔河并继续延伸至代森霍芬。路线于2013年12月15日撤销，它被梅里迪安（德语：Meridian (Marke)）开行的区域列车所取代。[12]
- ：从1995年至2014年，A线是慕尼黑快铁在达豪－阿尔托明斯特铁路上运行的唯一非电气化路线。在路段完成电气化改造后，它自2014年12月14日起成为S2线中的支线。

### 线路
快铁列车部分是使用自己的线路（单线或复线）、部分是使用含其它用途（客运及货运）的混合操作（换向）线路，以及部分是使用可进行路线操作的多于双轨线路运行。在后者的线路上会有一条或两条铁路仅供快铁使用，而另外的两条铁路则由其它运输使用。
在以下的列表中，线路长度分别是自慕尼黑火车总站或慕尼黑东站计起，因为那里是各线路的0公里起点。不以这两地为起点的联络线例外会另有标记。
| 路线 | 线路及行经路段                                                                       | 自总站或东站起长度 | 其它运输                                                                                             | 特点                                                 |
| ---- | ------------------------------------------------------------------------------------ | ------------------ | --- | ---------------------------------------------------- |
| 至   | 主线铁路 / 联络线 帕辛－总站－东站                                                   | 11.4公里           | 帕辛至火车总站间还有其它列车运行，多纳斯贝格桥至火车总站也运行有巴伐利亚高地铁路列车，均无进一步经停 | 三座车站有4个及以上月台，均为西班牙式                |
| 西线 | 慕尼黑－雷根斯堡铁路 莱姆－弗赖辛                                                    | 40.7公里           | 区域及区际列车（ALEX、DIEX），以及货运列车                                                           | 其中34.5公里为混合操作的复线                         |
| 西线 | 诺伊法恩发夹线 诺伊法恩－机场西（7.3公里）                                           | 40.8公里           | 部分路段仅快铁，其余为个别货运列车                                                                   | 复线                                                 |
| 西线 | 慕尼黑－因戈尔施塔特高铁 莱姆－彼得斯豪森                                            | 36.4公里           | 来自柏林和汉堡以及法兰克福经纽伦堡的城际快车、来自纽伦堡和因戈尔施塔特的区域运输，以及货运           | 快铁专用线在高铁线和其它运输线旁分隔                 |
| 西线 | 达豪－阿尔托明斯特铁路 达豪－阿尔托明斯特                                            | 47.7公里           | 快铁专用线                                                                                           | 单线                                                 |
| 西线 | 慕尼黑－奥格斯堡铁路 帕辛－马门多夫                                                  | 31.0公里           | 区域、长途及货物运输。这是德国最繁忙的路线之一，因此也是首个拥有四线行车的快铁线路                   | 快铁专用轨道（两条至迈萨赫，自那里起一条至马门多夫） |
| 西线 | 阿尔高铁路 帕辛－格尔滕多夫                                                          | 42.1公里           | 各种两小时1班的区域服务、两小时1班前往苏黎世的欧城列车、奥格斯堡至慕尼黑的改道长途运输               | 34.7公里为混合操作的复线，快铁至格尔滕多夫为电气化   |
| 西线 | 帕辛－黑尔兴铁路 帕辛－黑尔兴                                                        | 38.3公里           | 快铁专用线                                                                                           | 复线至韦斯灵，之后为单线                             |
| 西线 | 慕尼黑－加米施-帕滕基兴铁路 帕辛－图青                                               | 39.6公里           | 前往加米施-帕滕基兴（因斯布鲁克）的区域运输及个别长途列车                                            | 两条快铁专用轨道至高廷，之后为混合操作的复线         |
| 西线 | 伊萨尔河谷铁路 索尔恩－沃尔夫拉茨豪森                                                | 31.3公里           | 快铁运输及货运（零星）                                                                               | 复线至赫尔里格尔斯克罗伊特，之后为单线               |
| 东线 | 慕尼黑东－慕尼黑机场铁路 东站－机场                                                  | 33.1公里           | 北环铁路在达格尔芬至约翰内斯基兴间的货运                                                             | 不间断复线，部分为带货运的混合操作                   |
| 东线 | 慕尼黑－米尔多夫铁路及马克特施瓦本－埃尔丁铁路 东站－马克特施瓦本－埃尔丁            | 34.7公里           | 往米尔多夫及弗赖拉辛方向至马克特施瓦本有货物及区域运输，之后为快铁专用线                             | 混合操作的复线至马克特施瓦本，之后单线至埃尔丁       |
| 东线 | 慕尼黑东－代森霍芬铁路及慕尼黑－霍尔茨基兴铁路 东站－吉辛－代森霍芬－霍尔茨基兴      | 31.2公里           | 快铁专用线至代森霍芬，代森霍芬至霍尔茨基兴间还运行有巴伐利亚高地铁路列车                             | 复线                                                 |
| 东线 | 慕尼黑－罗森海姆铁路及格拉芬－瓦瑟堡铁路 东站－格拉芬－埃伯斯贝格                    | 31.0公里           | 区域运输往罗森海姆及瓦瑟堡、长途运输往萨尔茨堡，以及货运                                             | 四线至格拉芬（快铁独立操作），之后为混合操作的单线   |
| 东线 | 慕尼黑东－代森霍芬铁路及吉辛－十字街铁路 东站－吉辛－十字街                          | 30.1公里           | 快铁专用线                                                                                           | 吉辛至十字街间为单线，其余复线                       |
| S20  | 森德灵发夹线（8.8公里）及慕尼黑－霍尔茨基兴铁路 帕辛－中森德灵－赫尔里格尔斯克罗伊特 | 20.5公里           | 部分经由慕尼黑莱姆编组站到发的货运线运行，中森德灵至索尔恩间有巴伐利亚高地铁路开行的区域运输列车     | 单线至中森德灵，之后为混合操作的复线                 |

### 车站
德国铁路网络中的31座地下車站有8座位于慕尼黑快铁区域内。其中的五座设于火车总站至东站间的主线范围内，另外三座设于S8机场线上。

#### 无障碍改造

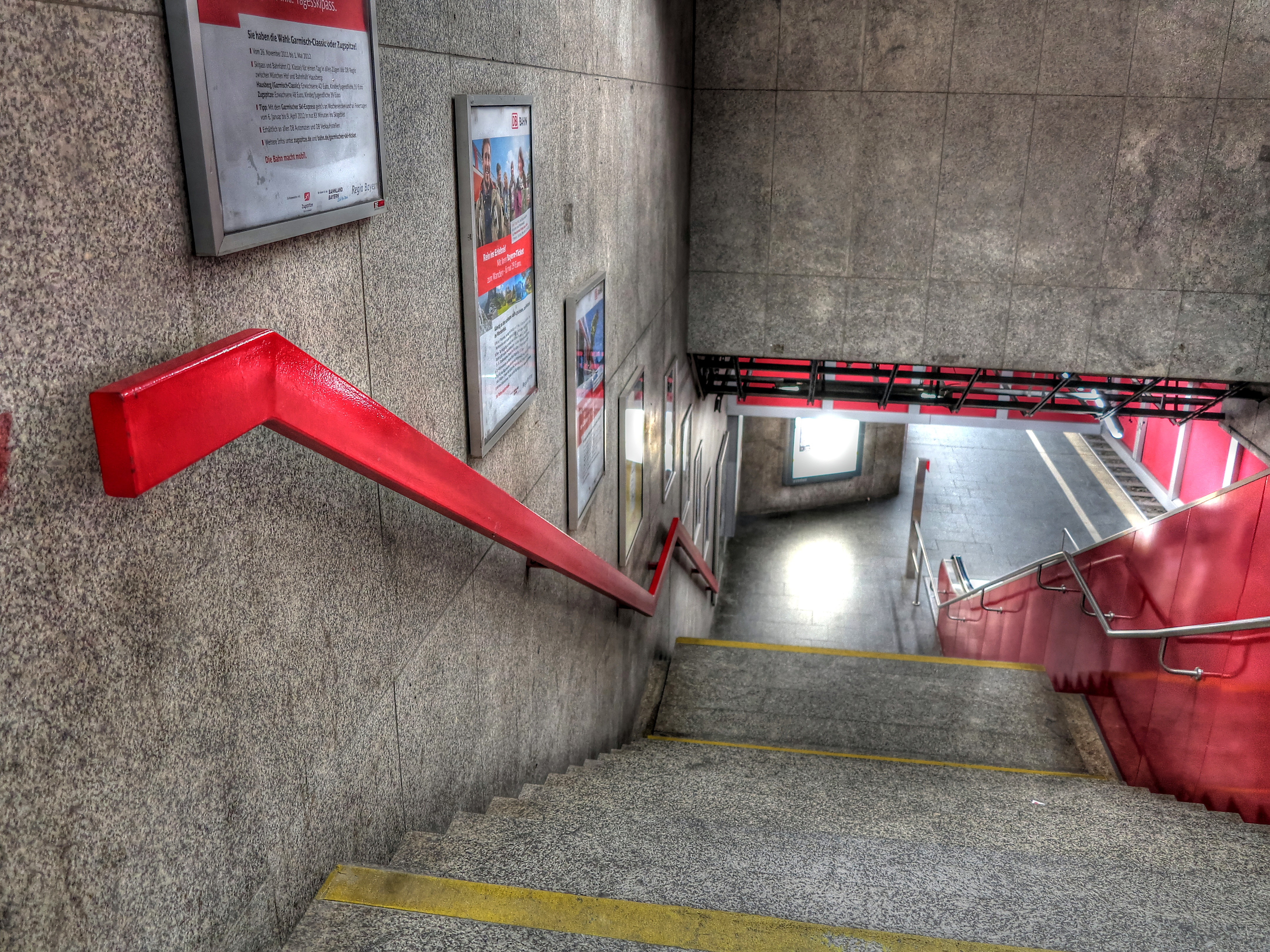
火车总站的快铁通道

在1972年的初始状态下，外围区域不设站点，主线隧道沿线仅少数几座车站设有无障碍设施。在大多数情况下，月台高度仅为76厘米（列车的乘降高度为96厘米）且不提供升降机。但自1990年代末以来，慕尼黑快铁车站逐渐进行无障碍改造。最初，这主要是在路线升级的背景下完成，因为这通常意味着车站将被拆除并重建，因此诸如通往格拉芬站（1999年）、代森霍芬（2004年）和达豪（2005年）的多线改造路段上皆是如此。与此同时，尚未改造的外围路段沿线中也有个别车站开始进行翻新。除了加装升降机和将月台高度增至96厘米外，还有大量的其它工程也在展开，慕尼黑快铁车站的外观正迅速从1970年代初的过时标准转变为明显更具现代化的风格。其中包括全新的半透明月台顶棚和全新的月台设施（长凳、信息展示柜等）。只有少数几座车站仍然大部分处于1972年的初始状态。
2017年，巴伐利亚最高审计法院批评慕尼黑快铁范围内的無障礙環境总是设于月台边缘的末端。这对于行动不便的人而言，从车站至轨道车辆的之间的距离太大了。为了在2023年全面实现無障礙環境的目标，应密切协调轨道车辆等的结构性措施和技术解决方案。

#### 已废弃车站

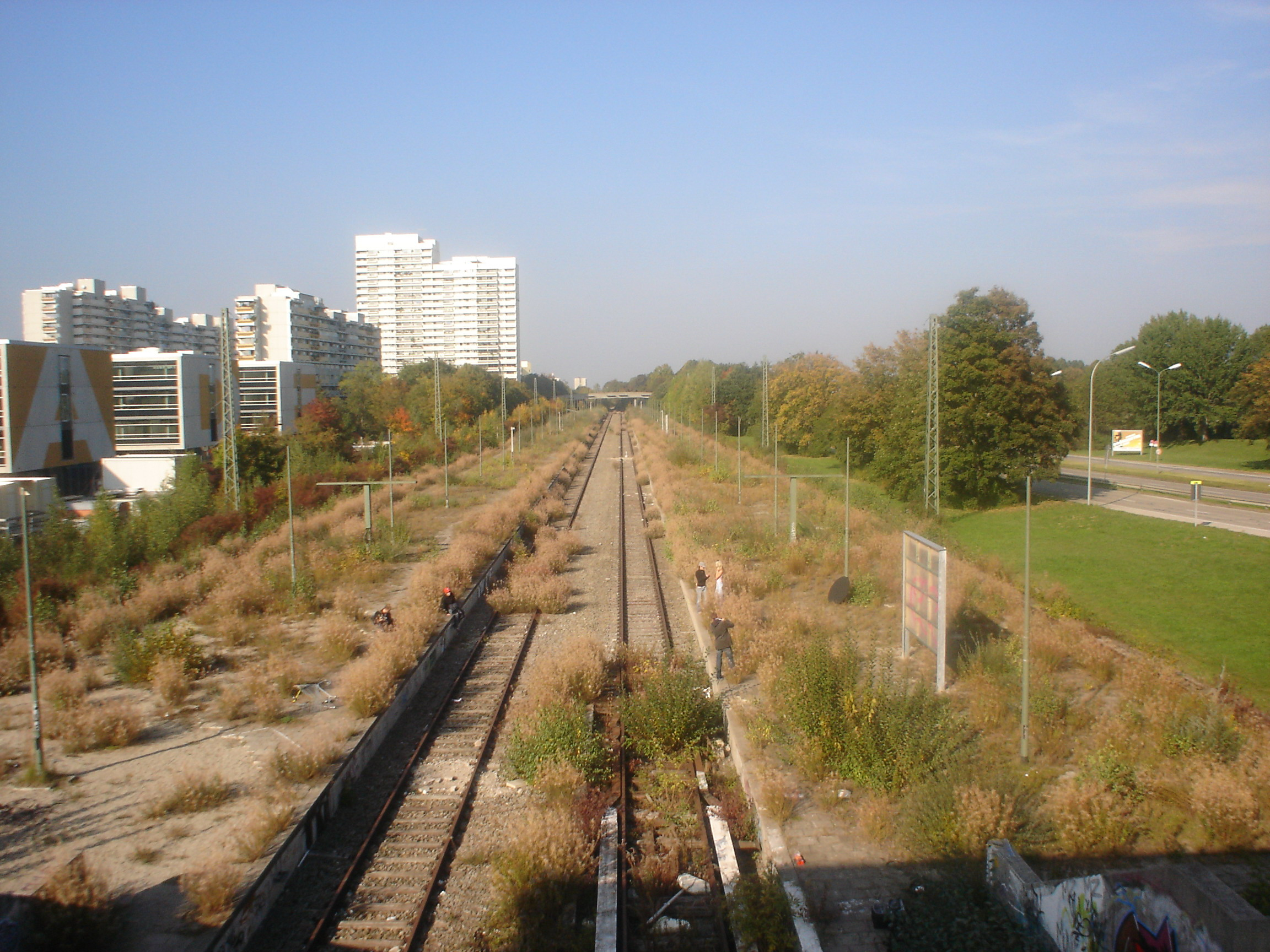
1988年停用的奥林匹克体育场站

作为一种特色，慕尼黑快铁保有一些已废弃、全地上但未拆除的车站。值得一提的是前奥林匹克体育场快铁站，它于1972年因应奥运会而启用，并在1972年夏季奥运会举行期间迎来了巨大的客流量。之后，在足球比赛日或奥林匹克体育场举办大型活动时，特别增开的路线仍会停靠该站；但其后已显多余，并最终于1988年关闭。车站在很大程度上仍处于初始状态并迅速荒废。由于路线被地铁3号线扩建时开挖的基坑破坏，它已多年无法与路网其余部分的轨道相连。车站没有重新启用的计划，因为该地区已辟有通往奥林匹克购物中心的慕尼黑地铁路线延长线。在从火车总站至慕尼黑机场的磁悬浮项目告吹后，这条线路将直接穿越前快铁站，而慕尼黑市政府将以征地的铺平道路，计划在慕尼黑北部的这条路线上设立自行车及行人专用道。
西南城郊的弗赖哈姆在S5线（今S8线）设有独立的快铁站直至1975年5月底之前，由于日均仅有约70名旅客乘降，因此该站被关闭。其车站大楼自那时起仅被用作信号楼。而月台则在1980年代中期的快铁复线改造过程中被拆除。作为当代重要的重建规划，该市分区自2013年起通过一座全新的、位于弗赖哈姆区中心的新弗赖哈姆站与现有的S8线相连。

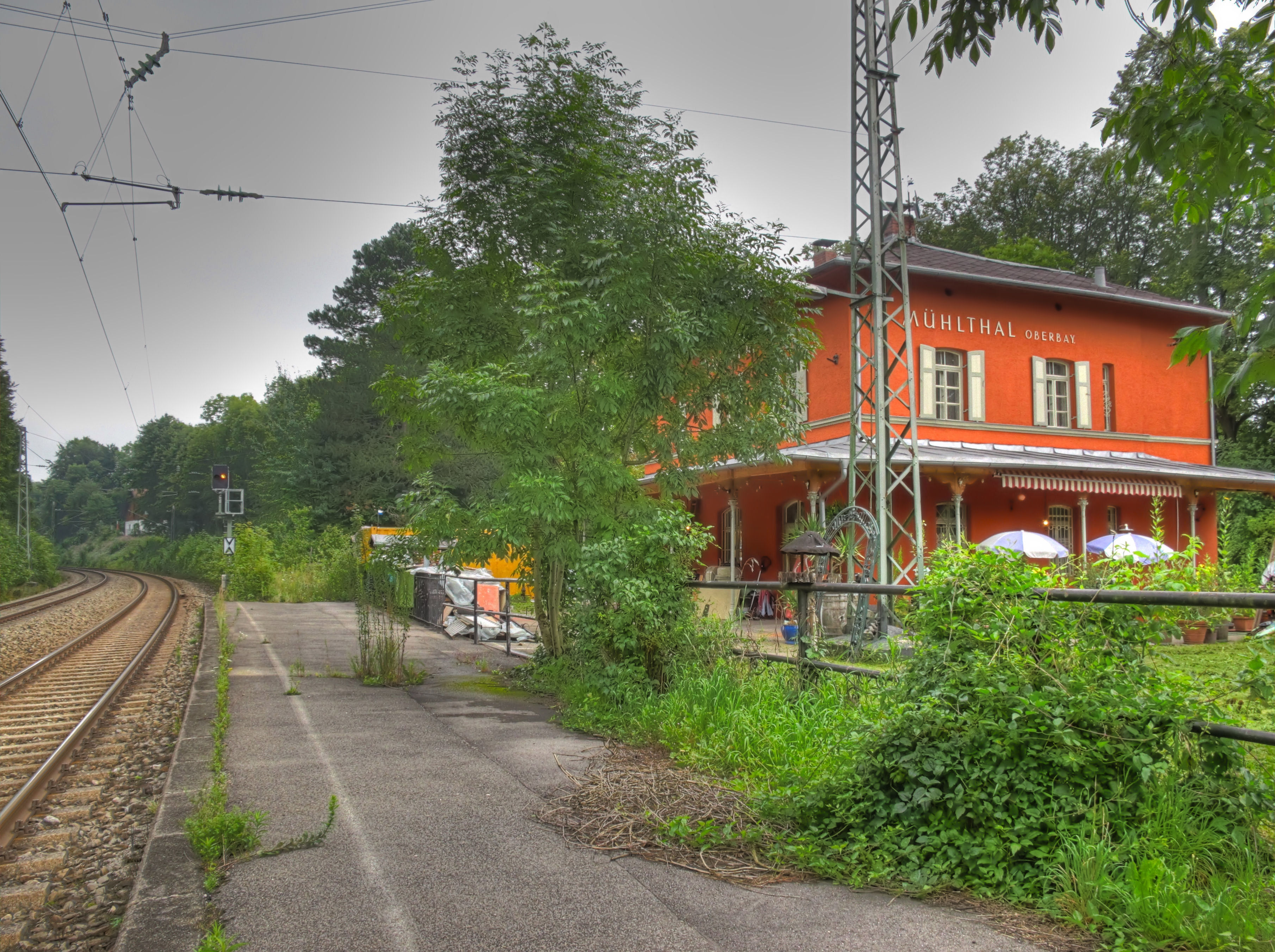
已废弃的米尔塔尔站于2010年

在外围区域值得一提的还有米尔塔尔车站，它位于施塔恩贝格北部。在新的快铁站施塔恩贝格北站于2001年6月10日建成通车后，客流量极低的米尔塔尔站便于2004年12月的运行图调整中关闭。由于该站罕见地远离森林中部的任何一个居民点，并且被视为“流浪车站（Wandererbahnhof）”，因此其闭站相对容易执行。该站也是悬疑剧集《德里克》首集“德里克：森林径”的核心拍摄场地，该剧于1974年10月20日首播。
在伊萨尔河谷乡镇普拉赫的大黑瑟洛厄社区，设有一座位于跨伊萨尔河桥梁前的已废弃车站。大黑瑟洛厄车站为往来于代森霍芬至慕尼黑-索尔恩间、经由快铁S12、S22线（对应S20和S27线）运行的路线提供服务。其车站大楼至今仍然保留。

#### 已变更车站
- ：1975年，弗赖哈姆快铁站停用。
- ：1981年，大黑瑟洛厄快铁站停用。[18]
- /: 1982年9月，海梅兰广场快铁站建成通车。[11]
- ：1992年5月31日，下普法芬霍芬-盖默灵站更名为盖默灵-下普法芬霍芬站。[19]
- ：2000年5月28日，S2线上的艾斯特霍芬站及瓦尔佩茨霍芬站分别更名为菲尔基兴-艾斯特霍芬站及赫伯茨豪森站。[11]
- ：随着2004年底（2014年12月12日）的运行图调整，米尔塔尔车站停用关闭。自那时起，S6线的列车在高廷至施塔恩贝格北的7.7公里区间内没有任何中间站。
- ：随着2005年底的运行图调整，S4线（原S8线）的终到站由纳恩霍芬更名为马门多夫。

## 历史

### 既往史

#### 首次规划

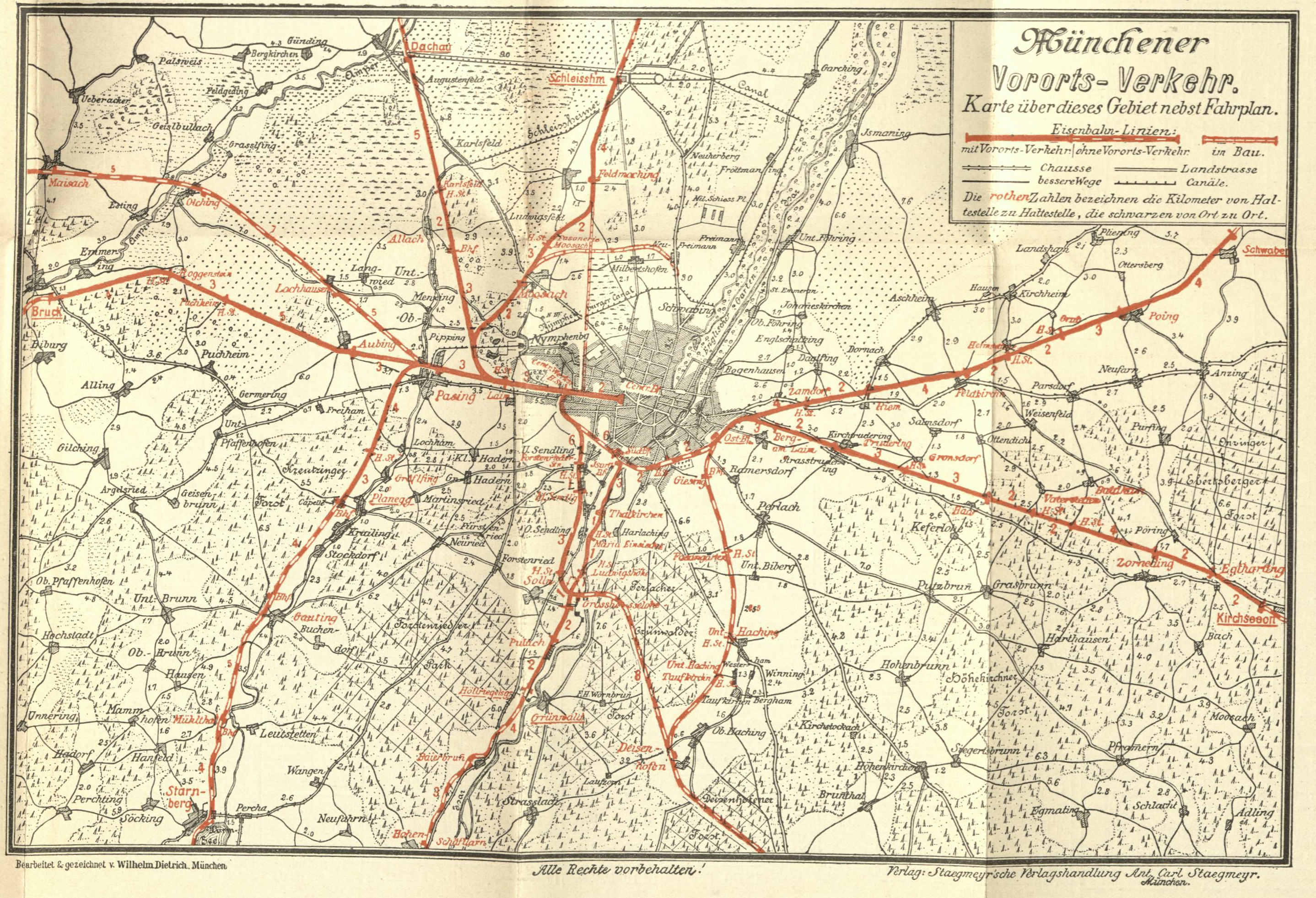
1898年的市郊运输图

慕尼黑周边地区于19和20世纪之交兴起了大量的市郊铁路。在既有的铁路线上，慕尼黑西部于1896年和慕尼黑东部于1897年建立了许多新的乘降所，以便将慕尼黑市郊更好的与城区相连结。皇家巴伐利亚国家铁路于1895年5月1日推出了每公里2芬妮的市郊资费。在接下来的几年中，市郊铁路的交通量急剧上升，特别是在周末的郊游运输中，有一个密集的间隔秩序。这些列车主要由三等车厢组成，平均运行速度为25公里/小时。既有市郊铁路网络中共13条分支路线的缺点是，其中七条路线是在慕尼黑火车总站及其翼站到发，其余五条在慕尼黑东站到发，另有一条经由伊萨尔河谷铁路运行的则是在原慕尼黑伊萨尔河谷车站到发。车站不提供市郊铁路的接续换乘，因此乘客通常不得不使用拥挤的有轨电车。
1900年，时任地方铁路公司负责人的特奥多尔·莱希纳发表了一份研究，提议兴建一条连接火车总站至东站的4公里连接线。除此之外，地方铁路公司还经营着从慕尼黑伊萨尔河谷车站通往沃尔夫拉茨豪森的线路。在这项建议中，线路的走向自西往东应从如今的总站－东站连接线上通过，并且要建立伊萨尔河谷车站－下弗灵的连接，这个连接应在煤岛，即如今的博物馆岛交汇。研究同时也提及了采用隧道或高架铁路的可能性。
1911年9月，皇家巴伐利亚运输事务部出台了一份备忘录，其中自西往东兴建连接线的设想仍在继续。连接线应通过地下引导以保护居民，因此只能在慕尼黑地铁网络的项目启动后才能展开规划和落实。对于市郊列车，则应在长途路线旁以独立的复线运行。由于在接下来的几年间实现长途铁路的四线扩建被认为太过昂贵，该设想始终未能落实。
1928年，约瑟夫·兰克在一项名为“转移交通中心”的研究中再度带出了一份备忘录。他主张将当时的火车总站向帕辛方向迁移，地点大致在如今的多纳斯贝格桥，并通过地下路线连接总站和东站。地下路线将允许长途运输连接直接穿过慕尼黑市区而无需繁琐的换向操作。然而，随着1929年爆发的大萧条，该计划的实施被无限期搁置。

#### 首个快铁建造计划
| 紧密网络              | 扩建网络     | 隧道          |
| --------------------- | ------------ | ------------- |
| 施莱斯海姆            | 弗赖辛       | 环线          |
| 达豪                  | –            | 东西向        |
| 迈萨赫                | –            | 东西向        |
| 奥宾                  | 格拉夫拉特   | 东西向        |
| 下普法芬霍芬-盖默灵   | 黑尔兴       | 东西向        |
| 高廷                  | –            | 东西向 环线   |
| 路易丝·基塞尔巴赫广场 | 大哈德恩     | 南北向        |
| 赫尔里格尔斯克罗伊特  | –            | 南北向        |
| 代森霍芬              | 拜里施采尔   | 南北向 东西向 |
| 新比贝格              | 十字街       | 东西向        |
| 哈尔                  | 格拉芬       | 东西向        |
| 里姆                  | 马克特施瓦本 | 东西向        |
| 达格尔芬              | –            | 东西向        |
| 弗莱曼                | –            | 南北向        |
| 伊斯马宁              | –            | 南北向        |

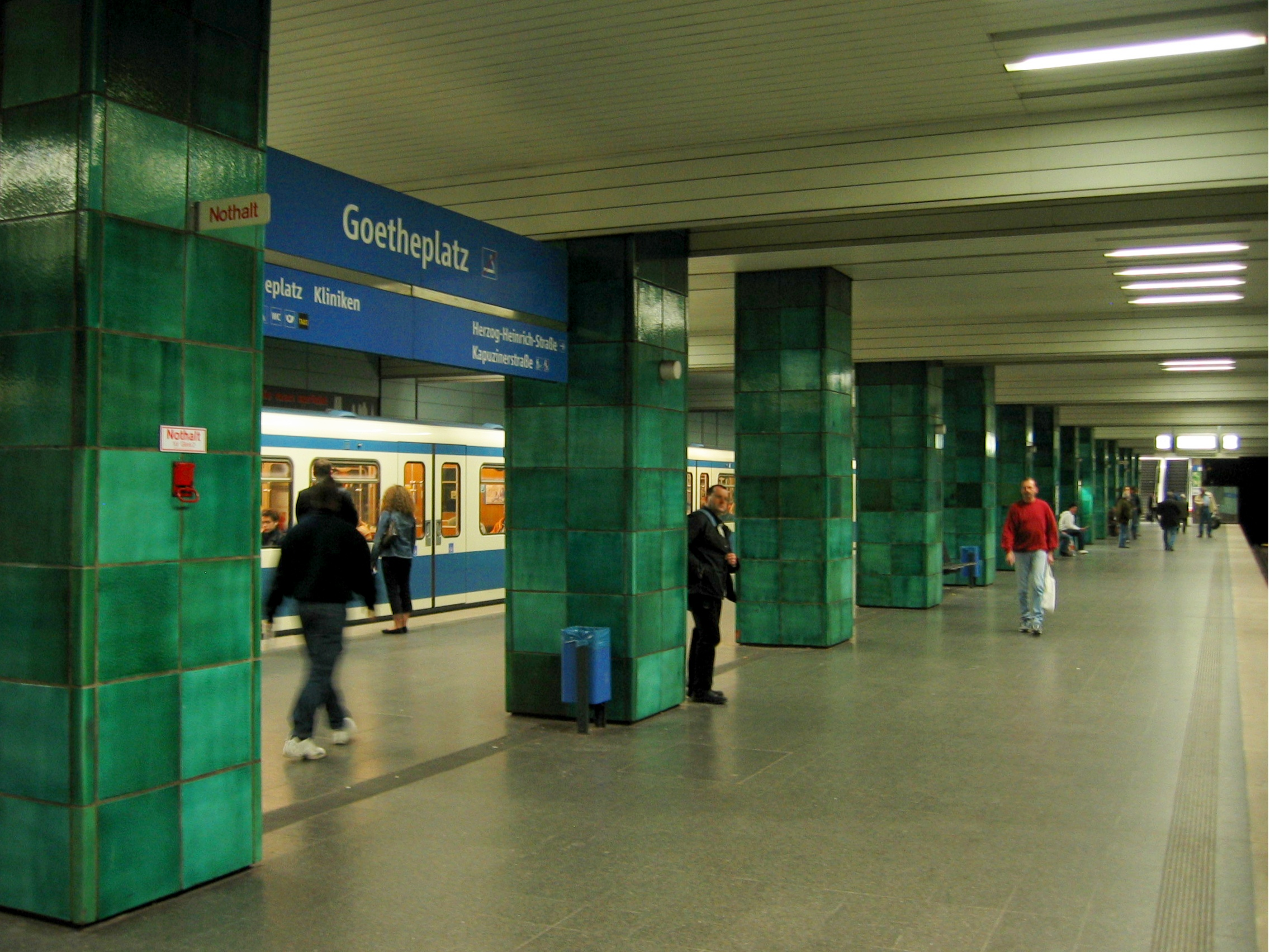
如今的歌德广场站

在阿道夫·希特勒下令重建慕尼黑的铁路设施后，德意志国铁路自1937年起开始落实在如今的弗里登海默桥附近建造一座新的火车总站，并通过慕尼黑市的一条地下铁路与市中心相连。当局于1937年10月决定将地下铁路与市郊铁路打通，这便是德意志国铁路重新采取这一计划的原因。为了使来自帕辛方向的市郊铁路与慕尼黑东部相连，将建设一条东西向连接隧道。隧道的走向与如今的主线大致相同，但穿越伊萨尔河应使用桥梁而非隧道。伊萨尔门广场站也应建在地面上。卡尔广场则应与一条南北向隧道相连，这是为了接发来自霍尔茨基兴、沃尔夫拉茨豪森、高廷、加兴和伊斯马宁等方向的市郊列车。隧道应从施瓦宾货运站引出，在那里可与慕尼黑北环铁路相连，并至哈拉斯与慕尼黑－霍尔茨基兴铁路相接。根据柏林的模板构建的环线会将两条隧道路线结合在一起。在南部，环线将沿南环铁路的走向运行，在北部则应按北环铁路的走向运行。在时任德意志国铁路总经理尤里乌斯·多普穆勒的公开讲话中，该计划被称为“城市快铁”。快铁将在城市附近的范围内接收60座车站，为此将提供103公里的新建路线。这些新建路线是必要的，因为长途铁路旁的每条快铁路线都应有自己的行车轨道。此外，扩建网络的路线必须通电，不同于汉堡和柏林，慕尼黑与长途铁路使用相同的供电制式。快铁列车在市郊地区应以20分钟一班的间隔运行，它也被称为“紧密网络（Enges Netz）”，而在高峰时段，则规划为10分钟间隔。快铁线路的延伸部分提供了所谓的“扩大网络（Erweiterte Netz）”，为此，进一步远离慕尼黑的市郊都应建立间隔为一小时的连接。
在建设的第一阶段，往因戈尔施塔特的铁路至达豪间、往米尔多夫的铁路至里姆间、往伊斯马宁的铁路至达格尔芬间、往奥格斯堡的铁路至迈萨赫间，以及从弗赖曼至下弗灵间，都应进行四线扩建。复线则计划在往黑尔兴的铁路、往十字街的铁路至赫恩基兴-锡格茨布伦，以及往代森霍芬的铁路中改造。第二阶段的扩建，将在第一阶段完成并开通快铁线路后进行，其规划包括有对通往林道的铁路至菲斯滕费尔德布鲁克间，以及通往伊斯马宁的铁路全线进行四线改造。
为了找到两条快铁隧道路线的最佳施工方法，德意志国铁路安排建造了试验路段。这是规划中南北隧道路线的一部分，在林德虫街伸展的长度为750米。除隧道路线外，还将建造歌德广场快铁站。德意志国铁路在南北隧道路线上选择了一个建筑地段，以免妨碍通往新火车总站的通道建设。随着东西路线开建，有多条道路必须封闭。1941年7月，因受到第二次世界大战的影响。建设工程被迫停止，此时隧道已完成了580米长的部分。在二战期间，这条隧道作为防空洞向居民开放。
然而在第二次世界大战后，慕尼黑快铁网络的所有工程和规划都被搁置。随着战争结束，隧道的已建成部分被当地居民用作蘑菇种植区，并自1971年起作为地铁6号线的一部分担当其如今的用途。

#### 市郊运输的进一步发展
慕尼黑于1957年成为百万级都市，即便在慕尼黑周边地区，其人口也在不断增加。十年后，慕尼黑周边的人口也超过了百万大关。因此在二战后，日均约有24000人次的通勤者搭乘慕尼黑市郊列车。1950年，这个数字翻了一番，至1961年的市郊列车日均客流量则达到114300人次。然而，慕尼黑周边仍有大多数通勤者使用汽车进入慕尼黑市。事实证明，市郊列车的便捷性欠佳，并且缺乏固定的钟面系统。结果，慕尼黑成为德国机动车保有量最多的城市之一。为了避免潜在的交通混乱威胁，当局于1954年重新提出了引入公共交通工具规划。最重要的是，德国联邦铁路注意到了从东部至火车总站兴建内城隧道的优势，它可将西部和东部的市郊铁路联结起来，从而缩短旅行时间。慕尼黑市政府和德国联邦铁路随后于1959年成立了一个调查委员会，以确定合适的资费体系和恰当的公共交通工具。同年，德国联邦铁路宣布它们计划修建一条连接线（Verbindungsbahn，简称“V线”），并将按照原德意志国铁路规划的从东至火车总站的走向实施。隧道的长度应为4.2公里，并应与慕尼黑周边总长约380公里的铁路网络相连。整个铁路网络共计规划有134座车站。此前于1955年11月1日，德国联邦铁路还在专家意见的帮助下避免了在所规划连接线上建造一条浅层地下铁道。调查委员会也于1963年得出结论，所规划的连接线路段应移交德国联邦铁路，而地铁的南北向隧道也应在玛利亚广场与这条连接线相连。1963年7月10日，市议会通过决议建造连接线，并于1964年1月29日批准建造后续而来的地铁。

### 第一阶段建设

#### 融资
1956年，德国联邦铁路接管了1941年的快铁规划，包括东西向隧道和主要的外围路线，扩大的变量规划则被放弃。关于项目融资的初步审议表明，德国联邦铁路无法为整条主线提供资金。因此它们提出了由承运企业提供的混合融资方案，其中联邦政府、巴伐利亚州和慕尼黑市都应参与其中。同年12月，德国联邦铁路与联邦政府、巴伐利亚州和慕尼黑市进行了初步磋商。1961年，巴伐利亚州和慕尼黑市同意与德国联邦铁路共同融资。联邦政府则设立了一个专家委员会，负责审查慕尼黑地区的情况。委员会的工作于1964年10月完成，因此联邦政府也注意到了通过承运企业进行混合融资的优势。根据委员会的审查结果，它还应为地铁的南北向隧道路线提供资金。为了不拖延地铁建设的进度，慕尼黑市和巴伐利亚州于1965年2月1日成立了承运企业，名为慕尼黑隧道公司（Münchner Tunnelgesellschaft，简称MTG）。德国联邦铁路和联邦政府暂未加入，因为快铁主线的建设尚未确定。1965年6月，联邦内阁宣布，由于与日俱增的必要性，以及消除了政府的反对意见后，将于1965年7月9日举行关于快铁网络的融资谈判。随着谈判取得成效，快铁网络的建设于1965年7月21日获批。同年9月16日，快铁网络的第一阶段建设得到了所谓联盟协议的保障。通过该联盟协议，确保了德国联邦铁路和联邦政府入股慕尼黑隧道公司。协议还决定为快铁网络的第一阶段建设提供资金。第一阶段包括建设从火车东站至帕辛的连接线、将市郊铁路引入连接线，以及对既有市郊铁路进行扩建和电气化改造。为了实现第一阶段建设，共计斥资约4.9亿德国马克。所需资金的三分之二应由联邦政府提供，剩余三分之一来自巴伐利亚州。在巴伐利亚州的三分之一预算中，有3100万来自慕尼黑市以及4000万来自德国联邦铁路。购置所需的车辆由德国联邦铁路负责，它还将负责拆除市郊铁路线上的平交道口。

#### 快铁网络
| 路线 | 西部分支                | 东部分支 （规划）           | 东部分支 （1972年状态）     |
| ---- | ----------------------- | --------------------------- | --------------------------- |
|      | 弗赖辛                  | 伊斯马宁                    | 十字街                      |
|      | 彼得斯豪森              | 埃尔丁                      | 代森霍芬                    |
|      | 纳恩霍芬 （今马门多夫） | 代森霍芬                    | 伊斯马宁                    |
|      | 格尔滕多夫              | 十字街                      | 埃伯斯贝格                  |
|      | 黑尔兴                  | 火车东站                    | 火车东站                    |
|      | 图青                    | 埃伯斯贝格                  | 埃尔丁                      |
|      | 沃尔夫拉茨豪森          | 火车总站 （霍尔茨基兴翼站） | 火车总站 （霍尔茨基兴翼站） |
|      | 代森霍芬                | –                           | 火车总站 （霍尔茨基兴翼站） |
|      | 代森霍芬                | –                           | 帕辛                        |

根据德国联邦铁路在1963年的规划，所有快铁路线都应以小时间隔作为基本的发车频率。高峰时段则规划为20分钟间隔，因有更高的交通流量。1972年，德国联邦铁路的实际运行间隔为20分钟和40分钟，因为它们在1963年对交通流量的估算错误。然而，由于缺乏车辆——所订购的120列动车组至1972年仅交付了101列，因此快铁在运行初期未能遵循至城市近郊的20分钟间隔和至终点站的40分钟间隔。缺少的动车组由机辆模式替代，但它们无法满足动车组的短行程时间。在车站的所需停留时间约为20至30秒。
扩建的第一阶段是要将西部的七条路线分支与东部的五条路线分支连接起来。然而，随着国际奥林匹克委员会于1966年4月26日在罗马决定并宣布由慕尼黑主办1972年夏季奥运会，该项目必须提速，为此经由索尔恩往沃尔夫拉茨豪森和代森霍芬方向的市郊铁路暂时被推迟引入。在路线编号分配中，西部的路线分支从弗赖辛开始采用逆时针的顺序编号。一个例外是通往沃尔夫拉茨豪森的快铁路线，它获得了S10线的编号，因为列车是至火车总站的霍尔茨基兴翼站终到。西部的六条路线分支通过主线铁路与东部的五条路线分支联结在一起。值得注意的是，路线在西部和东部不会经由一条容易延误的线路上运行，例如一些复线铁路，那里不仅有快铁列车，还有许多区域和长途列车行驶。一个例外是快铁S4线，它是经由阿尔高铁路和通往罗森海姆的铁路运行。

#### 建设工程
在快铁网络于1972年建成通车以前，德国联邦铁路实施了以下建设工程：
- 将连接线新建为主线铁路，此外，主线的地上区域必须重建并配备新的、尽可能符合残疾人使用需求的月台。随着主线的开建，慕尼黑东站和慕尼黑-帕辛车站也进行了改造，以构建快铁专用月台。从长途铁路轨道抽出的快铁轨道应尽可能同等水平伸展，以避免建造工期冗长的立交桥结构。来自代森霍芬和十字街的快铁线路通过一条350米长的立交桥与火车东站的快铁月台相连。
- 此外，在快铁共计136座车站中，有115座车站的月台都被调整为76厘米高和210米长。如今S2线的奥滕霍芬至埃尔丁区间是一个例外，其长度只有140米，因此快铁线路仅可使用标准编组列车运营。同样在S7线的赫恩基兴-锡格茨布伦至十字街区间也只能以标准编组列车运营。[49]39座车站新建了月台地下通道以避免平交道口。而城市附近区域的另外64座车站则新建了月台顶棚。[50]
- 新设五座车站，分别为上施莱斯海姆、莱恩费尔斯街、新吉尔兴、圣马丁街和雉鸡公园。
- 在西部的帕辛设立一个快铁列车存车场，在施泰因豪森设立一个车辆段。[51]
- 143公里的铁路网络通电，支线转化为干线。除主线铁路外，德国联邦铁路还在一定范围内新建快铁专用线，如帕辛－洛赫豪森和东站－莱姆畔山区间。快铁建造过程中唯一的复线改造路段是洛伊希滕贝格环路－伊斯马宁区间。[51]
- 在多纳斯贝格桥建立一个中央操作控制系统，以控制整个快铁运作。[51]
- 多个铁路平交道口被跨越式或下穿式通道所取代。车站建造新的停车场，并引入“停车换乘”服务。最后是快铁站的旧车站大楼进行现代化改造或拆除。[51]
- 德国联邦铁路为快铁运营订购120辆新式420型动车组。[51]

#### 主线隧道

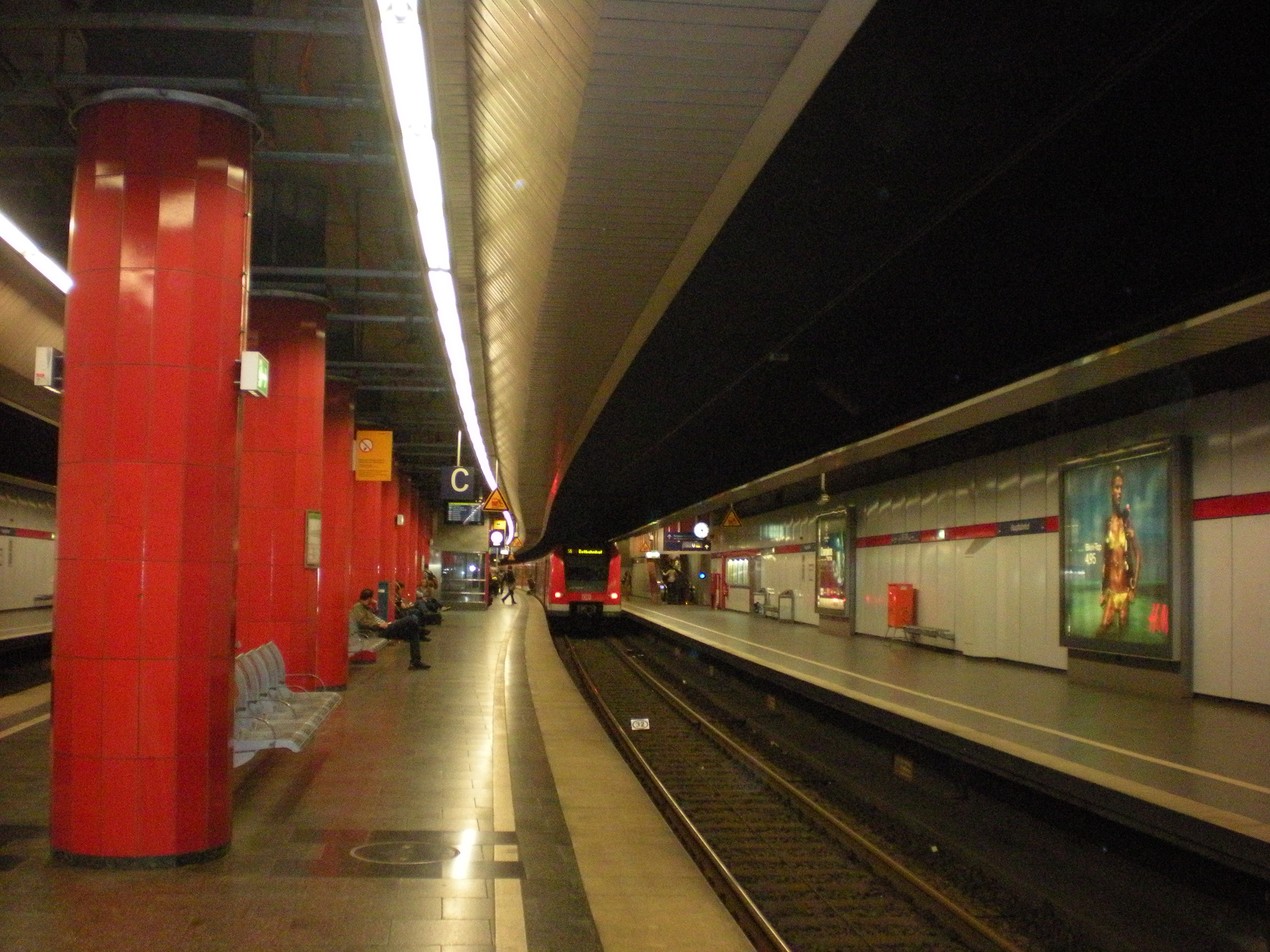
火车总站快铁站

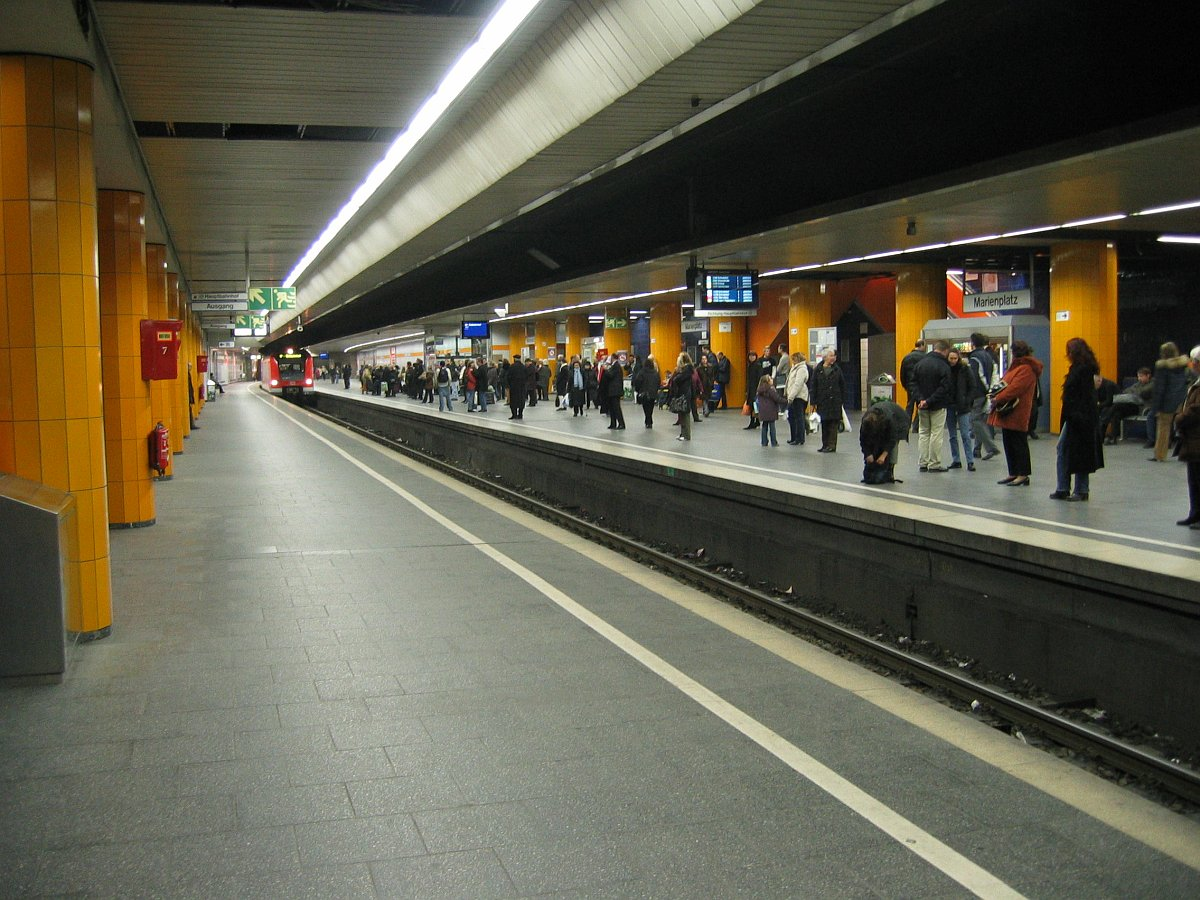
S7线列车驶入玛利亚广场站

在联邦政府、巴伐利亚州、慕尼黑市和德国联邦铁路于1965年签署了慕尼黑快铁和主线的建造协议后，慕尼黑又在翌年4月26日获得了1972年夏季奥运会的主办权，这使得建造工程承受了巨大的时间压力。四公里长的主线隧道必须服务于慕尼黑奥运会，所以要在六年内建成通车。其中，路线在火车总站至卡尔广场之间长476米，在卡尔广场至玛利亚广场间的长度为748米。玛利亚广场至伊萨尔门间的路段有735米长。伊萨尔门至罗森海姆广场之间的距离为939米，而罗森海姆至火车东站之间的距离则为1056米。路线的最大斜度为32‰，这是在主线隧道至东站之间的坡道上产生。主线隧道的最小半径为300米，仅有的例外是一条最小半径为280米的弯道。除了穿越伊萨尔河外，这条线路都沿街道的下方伸展，因此没有建筑物必须下穿隧道，其最高行车速度为80公里/小时。
1966年6月15日，当慕尼黑快铁工程在施塔恩贝格车站对面的阿尔努夫街开建之际，主线隧道也打下了首个基桩。至此，德国联邦铁路于1963年制定的规划已经完成。在施工期间，每个月都有约200万马克的拨款用于隧道建设。主线铁路分为八个路段建设。共进行了200次至地下50米深的钻孔，它们各相隔25米。此外在施工期间，地下水位必须通过330个地下水标进行监控。哈克桥至卡尔广场和东站至罗森海姆广场区间采取开放式结构建造，带有托梁和隔墙。在伊萨尔河以及7号标段的一些建筑则是借助盾构下穿，因此不需要基坑。由于慕尼黑的地下水位相对较高，因此伊萨尔门至卡尔广场之间的其余部分都必须以封闭的结构建造，以防止地下水侵入。卡尔广场与玛利亚广场的快铁站与慕尼黑市的同名地铁站共同建造。在穿越伊萨尔河之前和之后，各安装了一扇重25吨的防洪门，以预防洪水蔓延至主线的其它部分和首条地铁主线。隧道车站分别采用五种不同的配色方案，以便更易辨识。其月台高度为95厘米，可以无障碍乘降快铁列车。
1971年2月25日，主线铁路的封顶仪式在隧道内举行。经过数次试运行后，隧道于1972年4月28日正式通车。就在同一天，全新的420型动车组引入了从火车总站至火车东站之间的通勤服务。自1972年5月1日起，通勤列车得以通往哈克桥。1972年5月28日，路线正式被纳入整个快铁网络的常规运营。
早在1972年，经由主线运行的快铁列车便已搭载了带有机车信号的线性列车控制系统（LZB）。但由于可用性较低和其它因素，该系统于1983年停用。至2004年，主线安装了经过改进的LZB技术，从而将路线的通过能力提高至每个方向每小时24至30班列车。据德国铁路称，这使它成为了欧洲最繁忙的铁路线。

#### 1972年投入运营
1972年5月，首列由420型动车组担当的快铁列车帕辛－高廷路段运行。早自1971年7月9日起，那里便已使用推挽式列车先期开办图定运行。1972年4月28日，快铁主线（火车总站－玛利亚广场－东站）开通试运营。至1972年5月28日，慕尼黑快铁终于正式投入运营，拥有逾360公里的轨道和101列采用德国联邦铁路当时流行的蓝绿+卵石灰涂装的420型动车组。这是德国快铁网络首次在特定日期中如此大规模的投入运营。通车前的客运量预测为每日24万人次，而一年后的日均运量却已达到40万人次。最初，由于车辆供应不足，仅可提供40分钟一班的频率，然后再逐段压缩至20分钟间隔。
1972年的首发仅三个月后，时任德国联邦总统的古斯塔夫·海涅曼便在慕尼黑宣布1972年夏季奥运会开幕。在奥运会期间，除了既有的快铁路线外，还开办了两条特别快铁线，即所谓的“奥运线”，经由已于1988年废弃的北环铁路和如今已失修的奥林匹克体育场站运行。全新的慕尼黑快铁系统于奥运会期间证明了其价值，在17天的7138次运行中共运送了318万人次的乘客往返于各体育场馆。在此后的许多年里，这条特殊线路仍然在奥林匹克体育场举行重要足球赛事或其它大型活动时临时开行。
1972年12月1日，在快铁的需求量意外激增而导致公众批评一等座的利用率经常不足之后，一等车厢通过取消相应的附加费方案而被暂停。至1983年5月29日的运行图调整时，它被正式废除。

#### 接入南部线路

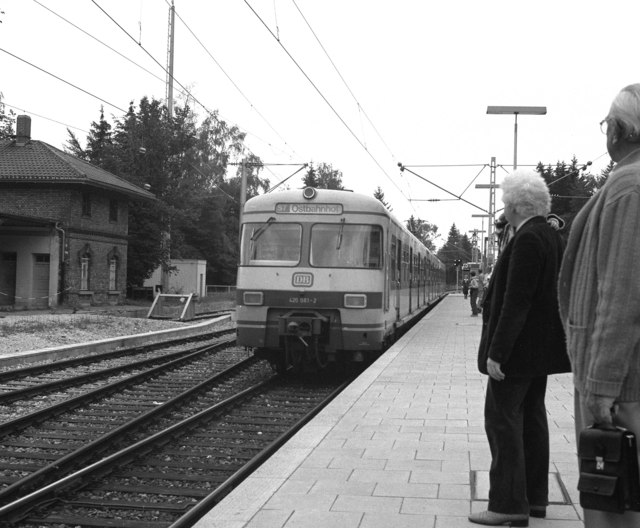
420型动车组在大黑瑟洛厄（1982年）

通往沃尔夫拉茨豪森的线路，即如今的S7线，在当时的慕尼黑快铁网络中是作为S10线开通，但仍然使用老式的n型车厢推挽式列车在火车总站的霍尔茨基兴翼站到发。通过使用机辆模式，其所需的行程时间较长，因此往沃尔夫拉茨豪森和代森霍芬方向的快铁线路只能维持30分钟或60分钟一班的频率。由于南环铁路至快铁主线间未设联络线，快铁列车要在霍尔茨基兴翼站到发，从而产生了更长的换乘时间。
在最初搁置了接入南环至主线的联系后，德国联邦铁路自1972年起重新展开调研，以确定南部线路如何与主线相接。调研的结果表明，多纳斯贝格桥站的附近区域是适合接纳额外路线并能够换乘至其它路线的唯一路段。在快铁开始运营后，南部线路的接入建设再度受到质疑，因为其它西部线路更迫切需要列车运行线路。于是一项替代方案应运而生，它将南环连接至多纳斯贝格桥站，这其中运行的快铁应在施塔恩贝格翼站终到。另一项替代方案则是在多纳斯贝格桥的南侧另建一座站点。德国联邦铁路于1976年决定落实由多纳斯贝格桥站接入主线，从而使快铁列车可以经由主线继续行驶或通达火车总站的施塔恩贝格翼站。
为了从轨道设施的南侧到达主线铁路，必须建造一座下穿十条长途轨道的南线隧道。在多纳斯贝格桥，则应新建另一座月台以满足直接换乘。为了引入通往火车总站施塔恩贝格翼站的轨道，还必须在哈克桥和多纳斯贝格桥之间建造一座立体交叉道。通往沃尔夫拉茨豪森的南部路线的另一项措施，是决定将伊萨尔河谷铁路从索尔恩至大黑瑟洛厄伊萨尔河谷车站间的联络曲线进行复线改造。快铁范围内的所有月台都必须适应快铁运行。由于快铁列车的电流消耗较大，因此要在沃尔夫拉茨豪森建造一座变电站，并与通往滨湖科赫尔的牵引电流线相连。1976年6月28日，慕尼黑隧道公司正式批准引入南部路线。
项目获批后，南线隧道的施工工程随即启动。隧道为复线行车，长260米。一条85米长的坡道由桩式护土墙和板桩墙组成，将隧道与南环连接起来。一条35米长的开放式路槽以及两条各长110米和120米的单线坡道则分别连接隧道和多纳斯贝格桥。隧道以盖式结构建造，以尽量避免对长途轨道交通的影响。在隧道施工期间，盖顶和钻孔桩分为十个部分打入隧道，以尽可能缩短个别长途轨道的封闭时间。施工阶段所需的材料是通过坑道进入各施工部分。1.7米深的钻孔桩之间的空隙是以喷浆混凝土填满。隧道、路槽建筑和部分坡道合共设有260米长的地下水槽，因为地下水位仅6米深。
作为进一步的建设工程，多纳斯贝格桥和哈克桥之间将创立一座立体交叉道。这座建筑是必要的，以便将在多纳斯贝格桥仍然分离的S7线轨道并入主线。此外，该建筑也用于将主线轨道引入施塔恩贝格翼站。由于多纳斯贝格桥至哈克桥间的空间有限，该建筑被设计为路槽和桥梁结构。因此其长度可以被缩短至180米。上层轨道位于下层轨道上方4.5米处，前者通往施塔恩贝格翼站，最大坡度可达40‰；后者通向主线，最大坡度为32‰。这座建筑于1978年春季落成。在为快铁运行而准备的铁路线以及南线隧道完工后，1981年5月31日，新设立的两条快铁路线：沃尔夫拉茨豪森－火车东站（S7线）和代森霍芬－火车总站（S27线）投入运营。先前使用的推挽式列车也被420型动车组所取代。

### 其它发展

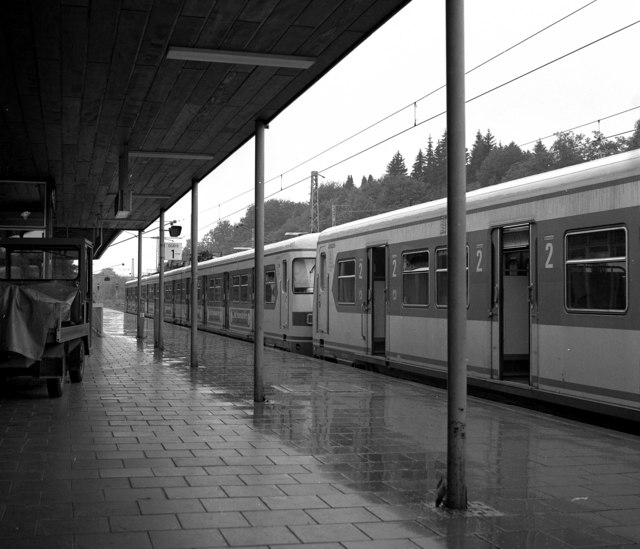
420型动车组于（1982年）

快铁网络于1972年初通车后，慕尼黑快铁的日均客流量为15万至16万人次。在快铁网络开通前的预计中，日均客流量为24万人次，但至同年年底则已经超过25万。然而，个别外部线路仍然必须使用推挽式列车运营，因为所订购的120列动车组仅交付了101列。即便至1973年初，当全部120列动车组都已完成交付，其数量依旧不够。这是因为运输流量被严重低估了，特别是在高峰时段，还需要借用已运行于其它外部线路的动车组来进行加密频率。1976年秋天，再有6列车组投入慕尼黑使用，使得原本使用n型推挽式列车运行的的S1线东部分支（高布伦－十字街）也可以改用快铁动车组运行。此外，从火车东站至伊斯马宁的S3线东部分支也可以使用动车组，以往这条路线是以巴士运行的。在慕尼黑快铁于1975年接收第二批次的动车组后，S2线的东部分支从代森霍芬延长至霍尔茨基兴，而S22线也可以使用420型动车组。然而，这些车辆是在引入南部线路后于S7线上使用，因而此时更名为S27线的S22线再次使用推挽式列车运行。直至1983年，S27线才重新使用快铁动车组，因为此时已有187列动车组投入使用。
在接下来的几年中，直至1970年代末，工作日的日均客流量翻了一番，达到43万人次。至1987年，则每天有63.9万乘客在工作日搭乘慕尼黑快铁。这主要是由于慕尼黑周边地区的人口增加，其中受增长影响最大的是那些可直接与快铁相连的市镇。客运量在未来几个月持续增加。结果，列车在高峰时段经常人满为患，因此出现了要求改善服务质量的声音。此外，大多数外围路线的40分钟间隔被视为无法令人满意的。在随后的几年里，能够通过使用更长的单组列车或重联列车来弥补这种情况。1974年，慕尼黑快铁的动车组数量从126列增加到138列，因此在交通流量最高的路线上可以确保20分钟间隔。随着路线的进一步扩展，1980年代的工作日能够实现全天20分钟间隔。自1996年以来，城市附近区域的整个网络都可达到日常20分钟间隔。

### 第二阶段建设

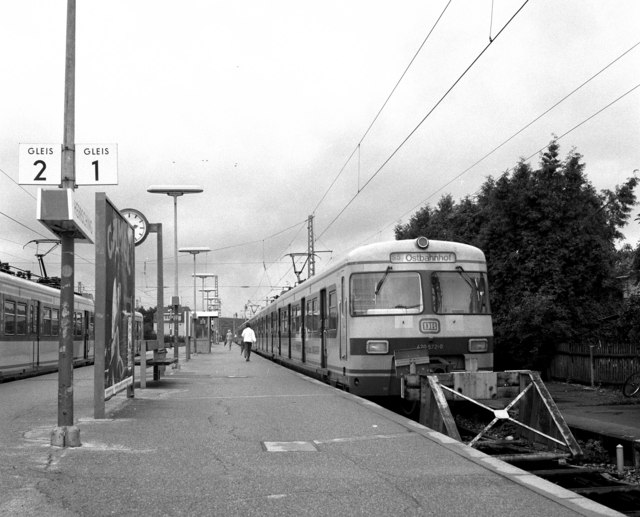
快铁车辆于（1982年）

#### 规划总览
第一阶段建设受到了1972年奥运会的时间限制。由于时间压力巨大，并非所有的路线都能配备10或20分钟的发车间隔。第二阶段扩建变得必要，主要是因为交通流量的激增。在1973年和1974年，德国联邦铁路制定了以下两项基建工程规划：在洛赫豪森至纳恩霍芬（今马门多夫）铁路线以及慕尼黑东站至格拉芬铁路线上应建造专用的快铁轨道，以免妨碍相应路线上的长途或区域运输。由于在新佩拉赫南部的艾斯汀以及下施莱斯海姆开发了新的居民区，将分别新设下施莱斯海姆站（1977年）、新佩拉赫南站（1977年）和艾斯汀站（1980年）等三座停站点。通往黑尔兴的铁路则应在弗赖哈姆至韦斯灵区间进行复线改造。规划还提出应继续改善牵引供电，以允许使用更多和更长的快铁列车；应扩建施泰因豪森车辆段，以安置和存放更多的动车组列车。多纳斯贝格桥的运行控制中心也应扩建。此外，将在一些重要的车站建造更多的停车换乘车位。
甚至，从莱姆 (慕尼黑)至达豪（今S2线）和上施莱斯海姆（今S1线）应建造专用的快铁轨道；而吉辛至赫恩基兴-锡格茨布伦（今S7线）以及韦斯灵至黑尔兴（今S8线）也规划了复线改造，这将允许在这些路线上实现10分钟的发车间隔。然而，这些基建工程规划被一再推迟。第二阶段建设的发展资金于1971年1月1日确定，估算有8.3亿德国马克，其中的六成来自联邦政府。

#### S3西线往纳恩霍芬（今马门多夫）
自快铁网络通车以来，在S3线的帕辛至洛赫豪森区间便一直有独立的快铁轨道。由于通往奥格斯堡的长途铁路和通往纳恩霍芬的快铁运输量越来越大，因此必须在洛赫豪森至纳恩霍芬之间建造独立的轨道。由此，在洛赫豪森至迈萨赫间，班次可以提高至20/40分钟一班。至纳恩霍芬的频率则计划为40/80分钟一班，因为快铁专用线路段已能满足低密度行车。路线分为三个阶段施工。洛赫豪森至奥尔兴之间的第一阶段是经过五年的建设后于1976年12月通车。接下来是奥尔兴至迈萨赫间的第二阶段建设，然而由于征地困难，工程一再延期。在施工期间，迈萨赫和奥尔兴的车站都得到重建。这段快铁轨道至1980年5月28日投入运营。从迈萨赫至纳恩霍芬的第三阶段单线工程则是在1985年动工三年后，于1988年5月完工，它主要是受到纳恩霍芬站房的重建措施而推迟通车。

#### S4东线往埃伯斯贝格
在S4线的莱姆畔山至特鲁德灵区间设有独立的轨道。它最初是与货运列车共用，直至1973年才建造了一条独立的货运轨道。由于往罗森海姆方向的长途列车行车密集，因此快铁自特鲁德灵起原本只能提供40或60分钟的发车频率。乘客数量的不断增加使这条路线成为最繁忙的东部分支，从而必须将发车间隔压缩至20分钟一班。然而，这必须通过建造快铁专用轨道来实现。1973年，德国联邦铁路又决定建造另外两段快铁专用轨道，然后将这条线路分为三个阶段建设。1974年，从特鲁德灵至哈尔的第一阶段工程开建。这一路段于1979年11月3日通车。从哈尔至措尔讷丁的下一阶段快铁专用轨道建设因征地问题而延期，为此它直至1988年冬季的运行图调整中才投入运营。在施工期间，一些客流量大的车站还新建了额外的停车换乘车位。由于线路走向的实施困难更大，从措尔讷丁至格拉芬的最后一期工程直至1999年才通车。这些快铁轨道的建设成本高达1.14亿德国马克。

#### S5西线（今S8线）往黑尔兴
在第二阶段建设的背景下，S5线往黑尔兴（今S8线）的西部分支也必须进行扩建。从帕辛至弗赖哈姆的路段由于当时已有很高的交通流量，自1913年起便已完成了复线改造。自1972年以来，通往黑尔兴的整条路线上都提供了20分钟一班的发车频率。然而在高峰时段，20分钟间隔是不足够的，于是偶尔也提供10分钟一班的发车频率。尽管如此，加班列车仍然无法图定运行，因为没有足够的车站用于列车交会。为了在整条路线上实现10分钟的发车频率，路线应在第二阶段建设中进行复线改造。复线改造的所需资金于1980年得到落实，工程得以在一年后开建，经过三年的工期，至下普法芬霍芬-盖默灵的第二条轨道于1984年投入运营。1985年，吉尔兴-阿格斯里德至韦斯灵间的第二条轨道完工。至1986年，通往韦斯灵的整条路线都可复线同行。至黑尔兴的最后一段则仍然是单线，但在席费尔德-黑申多夫可进行会车。在施工期间，各车站都新建了停车换乘车位和其它设施。改造完成后，高峰时段至盖默灵-下普法芬霍芬或韦斯灵都可提供10分钟一班的发车频率。

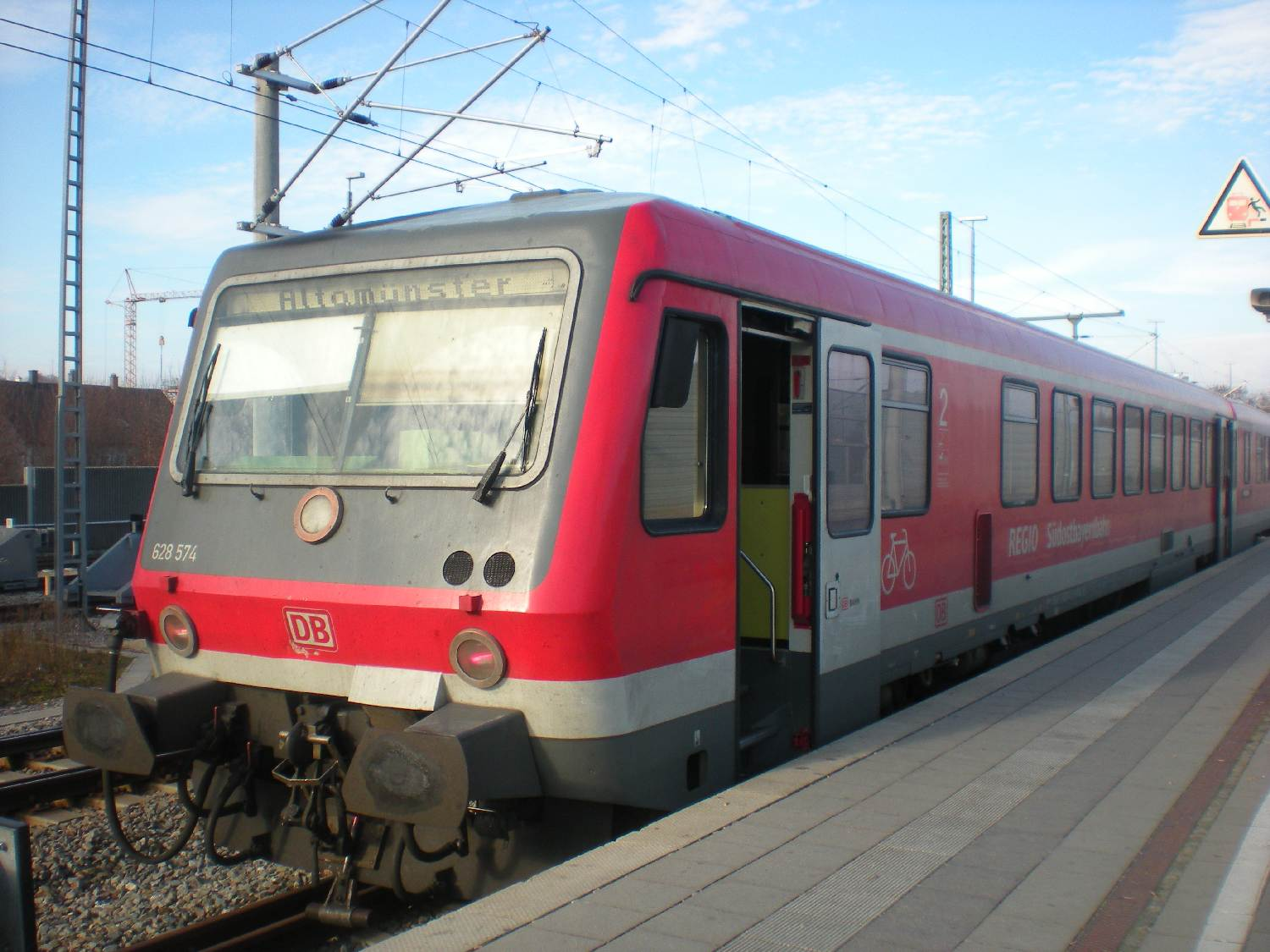
A线的628型动车组于

#### 东部中心区
第二阶段扩建的另一部分是改造洛伊希滕贝格环路周边的轨道设施。在通往马克特施瓦本的方向上，创建了至莱姆畔山的快铁专用轨道。此外，还为施泰因豪森车辆段创建了一条独立的复线停车线。随着这项工作的完成，整个快铁网络基本上都可持续提供20分钟一班的发车频率。

#### 停车换乘设施
作为扩建项目的一部分，至1996年，在90座快铁车站建造了14600个停车换乘车位。由于越来越多的乘客骑车前往车站，还必须新建自行车停车位。1996年，整个快铁网络共计提供27000个停车位，而骑车人数在1990年代中期增加了400%。

#### 其它改造
1992年3月17日，通往伊斯马宁的快铁路线延长至新落成的慕尼黑机场，并以新建的地下车站取代了原尽头站伊斯马宁站。自那时起，S8线便在这条铁路上运行。
六年后，即1998年11月29日，S1线的西部分支也可以从诺伊法恩延伸至机场。
A线铁路也于1995年完成现代化改造。路线进行了翻新，以满足图定的1小时发车间隔。从1994年至2014年，路线是使用628型柴油动车组替代了n型车厢。自2014年12月起，路线改为电气化铁路，继而使用420型或423型电力动车组。

### 构建十分钟间隔

#### 改造快铁网络

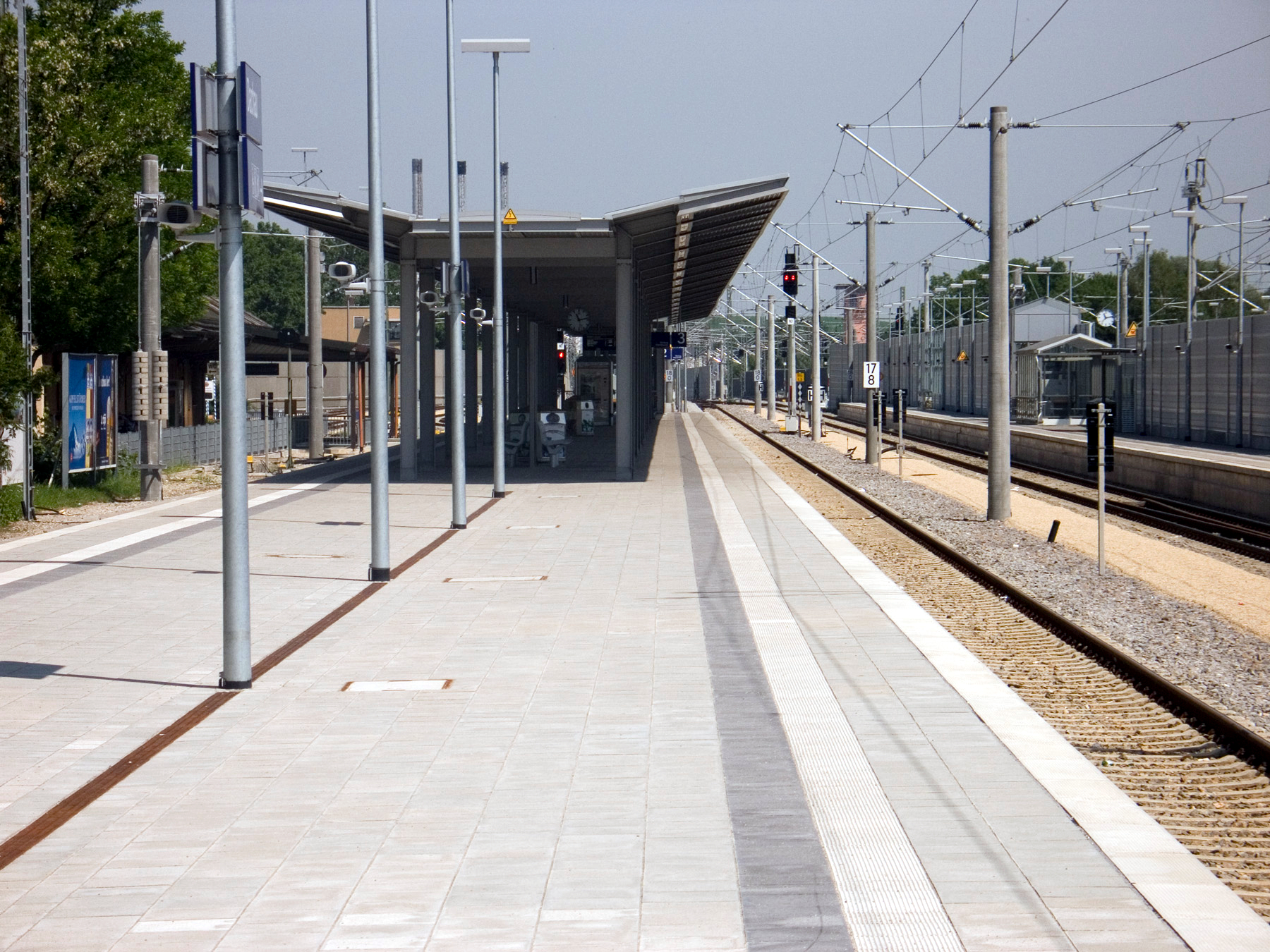
达豪的现代化交通设施

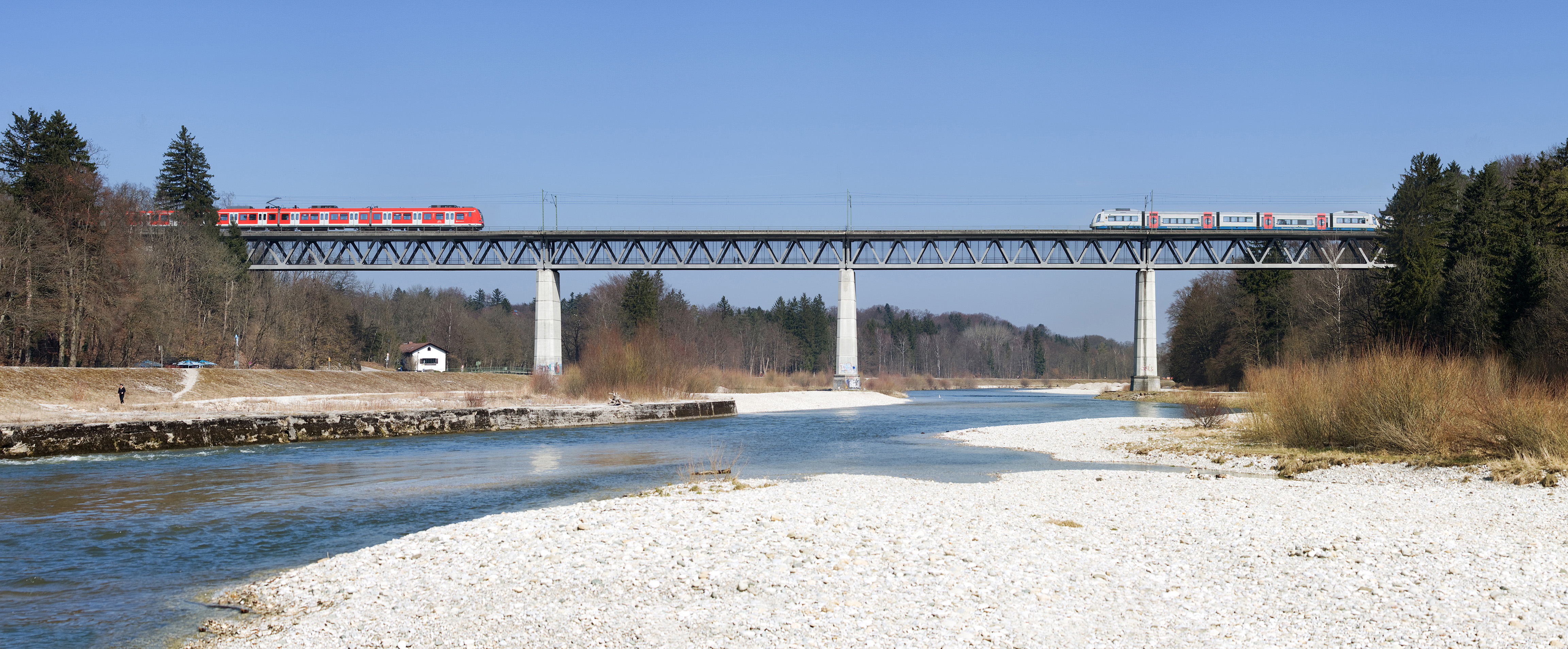
快铁列车通过

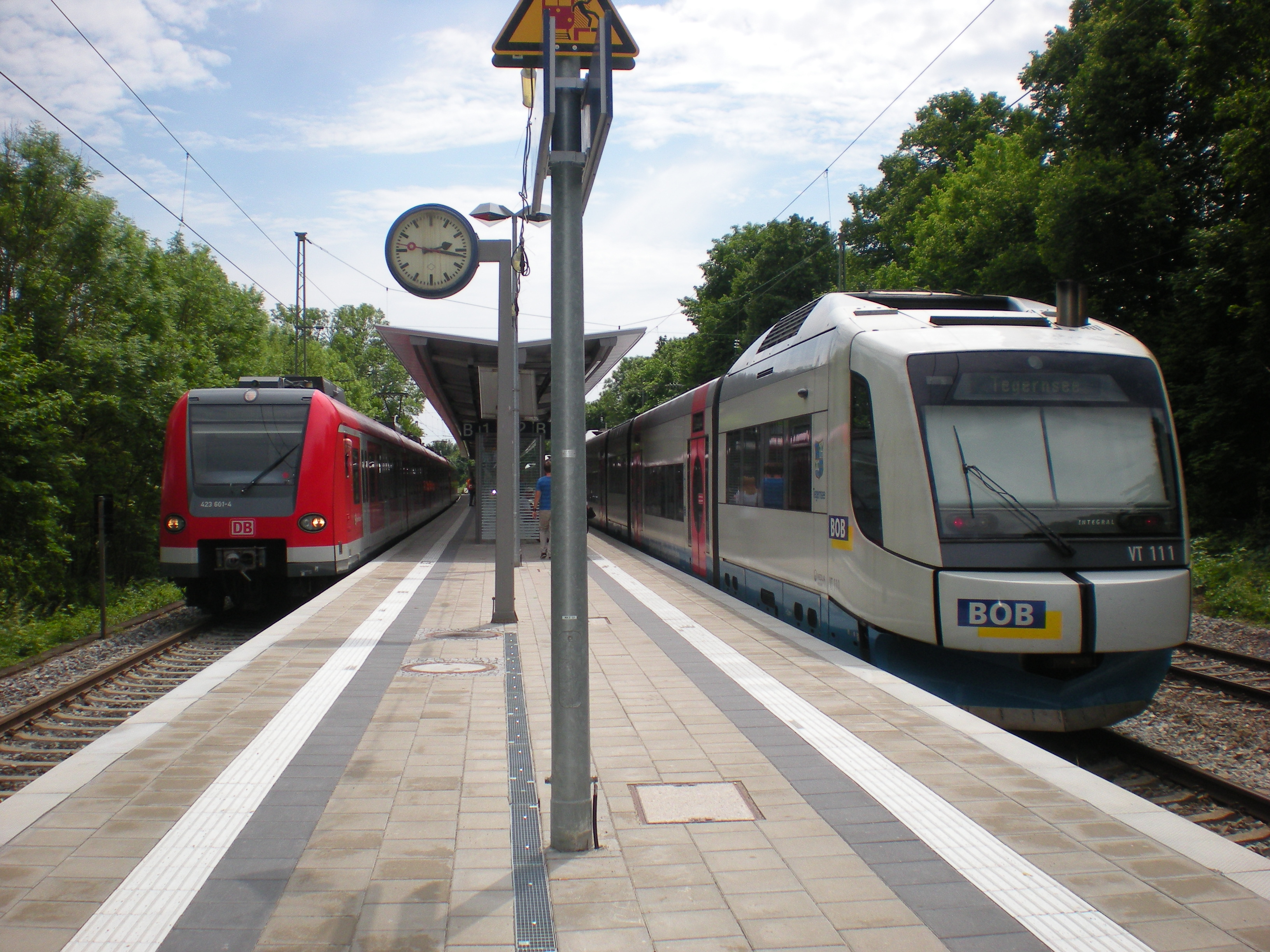
慕尼黑快铁S7线的423型和巴伐利亚高地铁路的动车组停靠于哈拉斯站

由于在高峰时段非常繁忙，快铁列车必须进一步压缩发车间隔。在高峰运输中，20分钟的间隔可以通过增开班次压缩，但它无法在所有线路上或图定的钟面时刻中运行。此外，由于主线隧道的容量瓶颈，无法增开更多的进出列车，这意味着在慕尼黑-帕辛车站和慕尼黑东站将有更多的换乘。为了改善这种状况，巴州运输事务部于1991年委托慕尼黑联邦铁路局（Bundesbahndirektion München），在西部和东部分支实现10分钟一班的发车间隔。为此，必须在某些线路上改造或新建独立的快铁轨道。
S2线从吉辛至代森霍芬（即今S3线）的东部分支容量，在高峰时段已经饱和。因此只有通过复线改造才能实现10分钟间隔。从东站至吉辛区间由于是与如今S7线共用的路段而已然为复线铁路。其余区间则斥资9000万马克于1995年动工改造。在施工期间，沿线各快铁车站均建造了停车换乘车位，并配备有无障碍设施。其中代森霍芬车站的无障碍设施扩建还迫使其它的建设工程延长，因为所有的轨道都必须重新配置。至2004年，建设工程得以完成。
S2线的西部分支在高峰时段也超负荷。进一步的压缩钟面频率是不可能的，因为该线路是与长途和区域列车共用。在1992年，莱姆和上门钦之间每天约有33500名旅客搭乘快铁，进而往达豪的则有约19000人次。为了提供更多的客座量，规划在高峰时段实现10分钟间隔。在达豪至莱姆区间，应在长途轨道旁建造一条快铁专用的复线轨道。这条复线轨道于1996年动工兴建。达豪车站的大规模重建工程推迟了建设工作，一些站房建筑也因此被拆除。在一些经停站则建造了无障碍月台和停车换乘设施。这项耗资2亿马克的昂贵建设项目于2005年12月12日完工。从达豪至彼得斯豪森也于2004年配备了自己的轨道，从而将快铁运输与通往纽伦堡的高速铁路上运行的长途运输分离开来。而赫伯茨豪森至勒尔莫斯区间则在复线的基础上获得了另一条单线快铁专用线。 
S6线的东部分支，即今S2线，在高峰时段也超负荷运作。随着邻近社区人口的持续增加，预计旅客量也会相应增加。为了应对这种情况，德国联邦铁路计划在这个线路分支的高峰时段引进10分钟间隔。然而，这只有将通往米尔多夫的长途轨道和快铁轨道分离才能实现。在接下来的几年里，当局开始着手制定建造一条独立的快铁专用复线的计划。至莱姆的长途轨道应被转移至原慕尼黑东编组站的地点，继而在长途轨道旁铺设一条全新的复线轨道。此外，还计划在波英西部投入新的停车点。这些车站应适应无障碍需求，并应建造新的停车换乘设施。这个耗资5亿马克的昂贵建设项目至今尚未完工——除了莱姆畔山－里姆地区的长途铁路轨道已于2003年迁移至原慕尼黑东编组站，因此如今整条线路的10分钟间隔仅限于部分快速快铁列车。
往格尔滕多夫至布赫瑙的S4线东部分支也计划建造独立的快铁轨道，这在菲斯滕费尔德布鲁克市的人口增长背景下是十分必要的。由于阿尔高铁路暂时无法在高峰时段提供10分钟间隔的高密度，因此德国联邦铁路于1991年就另外两条快铁轨道的走向展开了调研。计划于1992年中止，如今又重新恢复。时至今日，由于轨道不足，高峰时段的运输只能通过个别的增开列车实现加密。
在这些10分钟间隔的路线改造和第二阶段建设的扩建过程中，初步实现了直通的20分钟间隔。从2004年12月开始，在S3线的迈萨赫至措尔讷丁区间（今S3线迈萨赫至慕尼黑间、S4线慕尼黑至措尔讷丁间），以及S5线的代森霍芬至盖默灵-下普法芬霍芬区间（今S3线代森霍芬至慕尼黑间、S8线慕尼黑至盖默灵-下普法芬霍芬间），都推出了十分钟间隔，并至今仍然存在。自2005年12月起，在慕尼黑至达豪区间的S2线西部分支也于高峰时段提供了十分钟间隔。所有的“十分钟间隔线路”现在都运行于独立的快铁轨道上，与其它用途分离。

#### 强化主线铁路
2003年1月，作为实现10分钟间隔项目的一部分，还启动了另一个大型快铁建设项目：即在帕辛和洛伊希滕贝格环路之间的主线铁路上安装一套新的信号系统。为此，主线隧道至2004年2月之前，于夜间以及周末都无法通行，只能提供地面的巴士替代服务。此外，在多纳斯贝格桥附近和火车东站旁还建造了带有子中心的全新电子信号所（ESTW），并由多纳斯贝格桥附近的控制中心负责操作。
自2004年秋季以来，快铁主线上的列车运行已全面采用LZB CIR-ELKE系统。这种信号技术允许列车以非常密集的序列在电子视图上行驶。通过LZB驾驶室信号装置，主线隧道的通行能力从灯光信号的每小时24班提升至30班列车，对于计划在2004年12月就部分快铁线路实施高峰时段的10分钟间隔而言，这项扩容是非常必要的。
为了能够满足24秒至42秒的图定停站时间，主线上的全部13座站点都将在高峰时段各部署两名职员对旅客进行疏导。
随着2004年12月12日的运行图调整，S4线从迈萨赫至措尔讷丁以及S5线从盖默灵-下普法芬霍芬至代森霍芬区间在高峰时段都建立了10分钟间隔，列车通行的数量也从以往的每小时三班翻倍至六班。自2005年12月12日起，S2线的西段至达豪区间也提供钟面时刻的增倍。
至2007年，联邦政府、州政府及铁路部门共投入20亿欧元用于路线网络的改造。

### 快铁网络的进一步发展

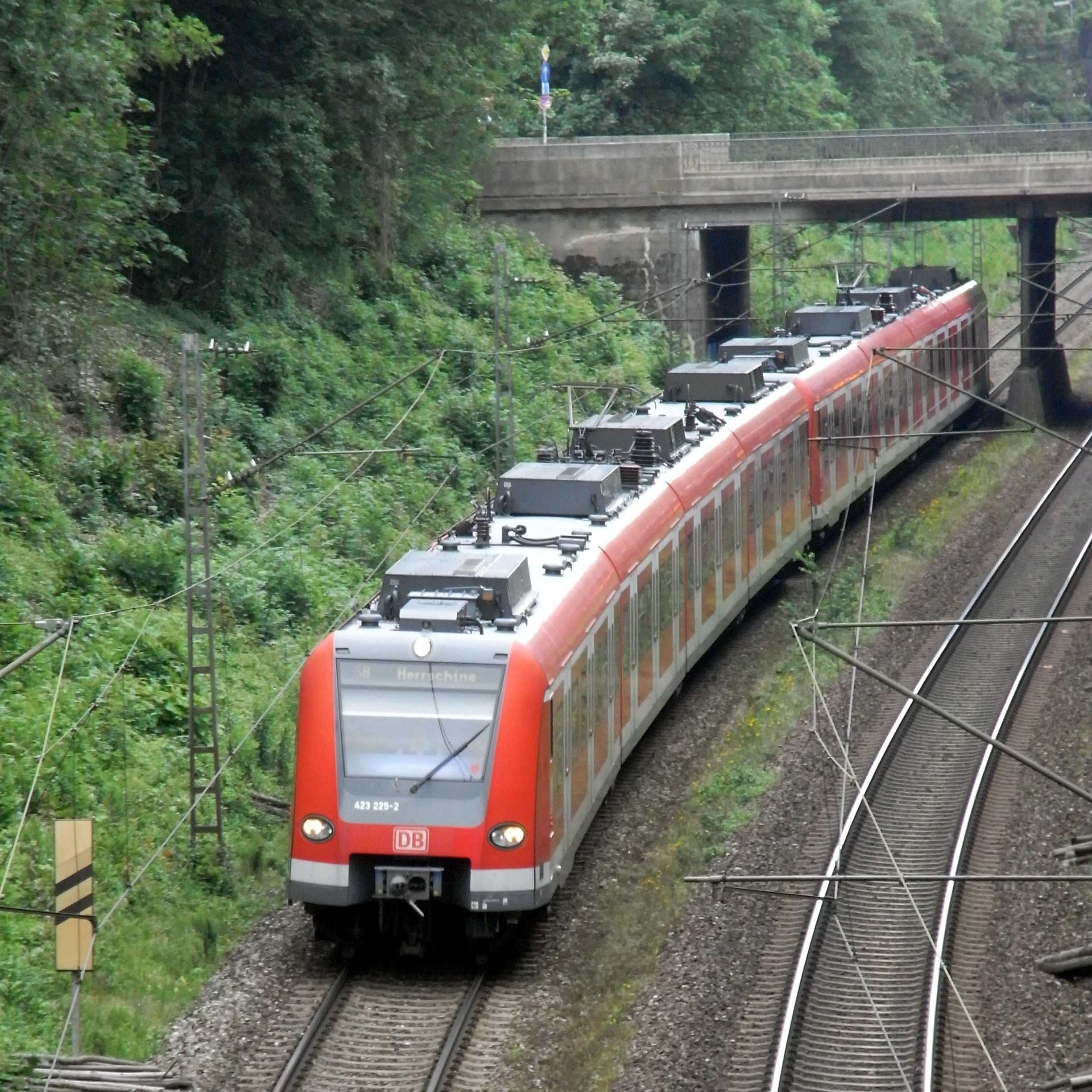
快铁423型动车组在主线封闭期间运行于南环铁路

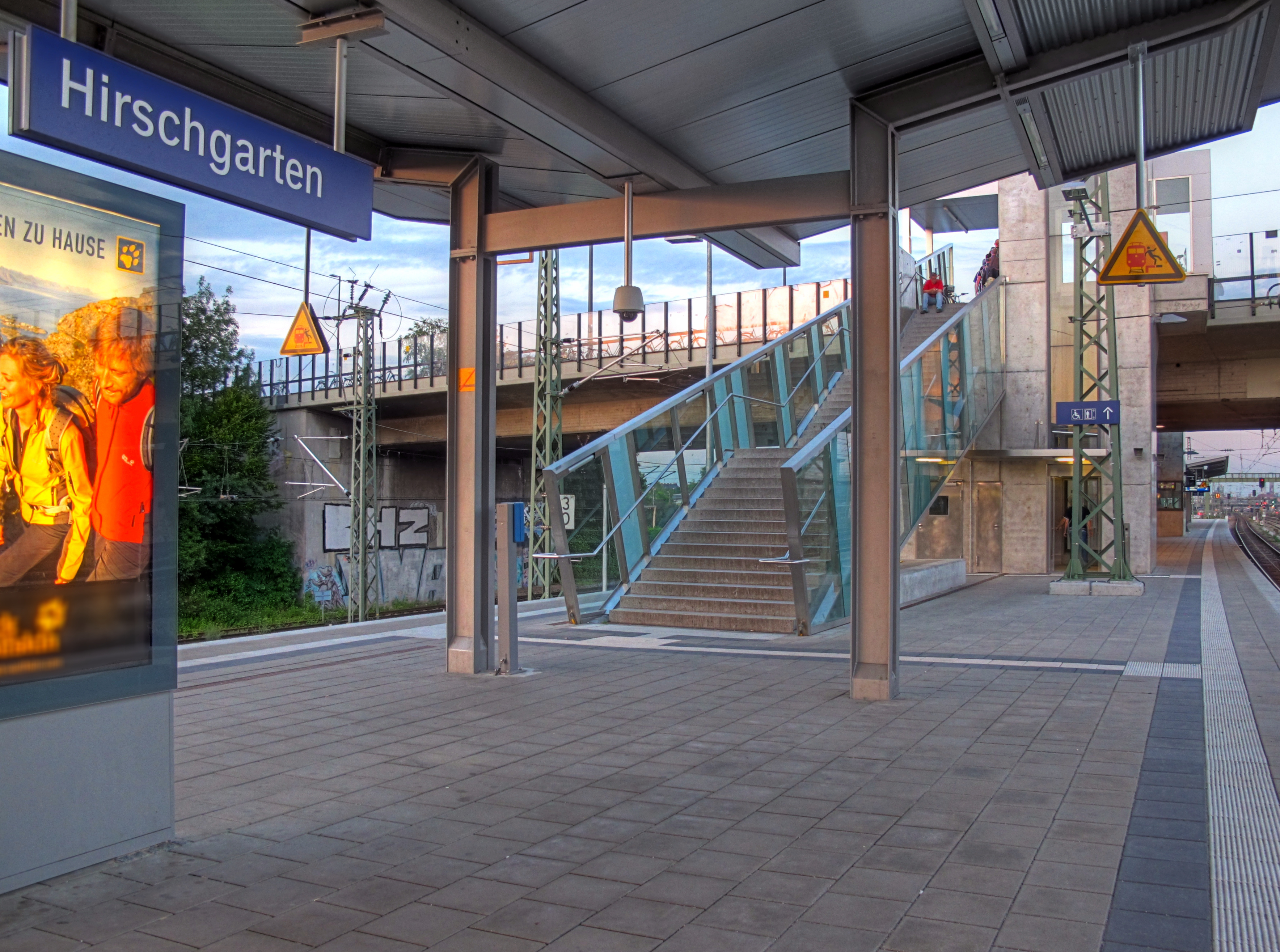
鹿园站

2001年，原本由德铁区域运输运营的慕尼黑快铁在德国铁路集团内部成立为独立的有限责任公司，然而至2005年11月1日又重新并入德铁区域运输。
1998年8月，联邦政府、巴伐利亚州和德国铁路决定推进一项所谓的“2.66亿欧元一揽子计划（266-Millionen-Euro-Paket）”，于该项目的框架内商定了在可预见的未来引入十分钟间隔的可行性，并于1998年底签订融资协议。其核心是对帕辛至东站间的控制和安全技术进行现代化改造，包括安装线性列车控制系统。在2001年至2005年期间，作为2.66亿欧元计划的一部分，外部路线的复线改造工程也持续展开。此外，两座新的快铁车站分别于2001年6月10日在施塔恩贝格北（S6西线）和2005年12月11日在下门钦（S2西线）建成通车。在项目的财务框架内，外部路线上的一些既有站点仍然可以进行无障碍设施改造。2005年11月21日，S8机场线在约翰內斯基兴至伊斯马宁之间、即下弗灵境内的路段被迁移至地下，这是应该市镇的要求兴建了新的下弗灵地下车站。2009年12月13日，快铁主线在在莱姆和多纳斯贝格桥之间的鹿园旁设立了一座新的车站。

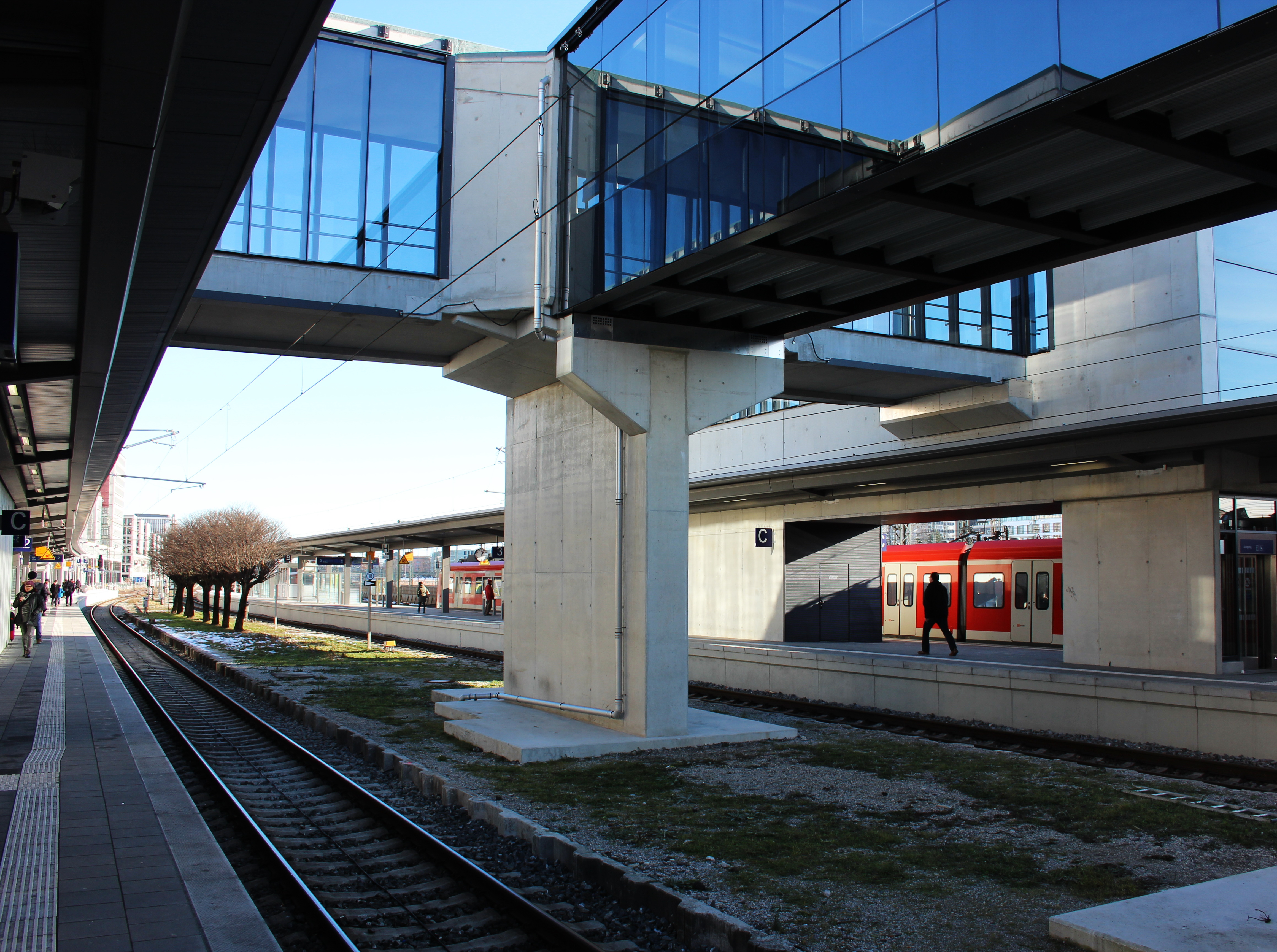
多纳斯贝格桥站的新建月台（2015年）

在2012年6月、7月和8月，主线铁路于七个周末封闭，以翻新地上区域的轨道设施。主线上27个轉轍器中的18个都配备了加热器，以防止冬天结冰。此外，一些隧道车站还更新了消防系统，在电动扶梯设立了新的玻璃结构，以避免在火灾发生时烟雾的蔓延。在封闭期间，则提供巴士替代服务，S8线也经由南环铁路迂回运行。由于缺乏资金，并非所有的转辙器都可以配备加热器，并且消防系统的安装尚未完成，因此在2013年的夏季和秋季，主线封闭仍然继续实施。这段时期主要是对多纳斯贝格桥站进行现代化改造和安装无障碍升降机。封闭于2013年7月22日开始，一直持续至同年12月20日。其中在夏季的六个周末，主线完全闭锁并提供巴士替代服务；其余的周末，则在帕辛至东站以及哈克桥至东站间维持20分钟一班的通勤快铁服务。多纳斯贝格桥站余下的工程于2014年3月至6月进行，需要在周末和晚交通期间再次封闭。为此，有两个周末在帕辛至哈克桥间除了通勤快铁服务外，还提供巴士替代服务。
2013年9月14日，弗赖哈姆站在S8线上建成通车，它将联结至新的弗赖哈姆居民区。站址位于已在1975年废弃的原弗赖哈姆站以东一千米处。这项建设工作是于2012年6月12日开始的。
2013年12月15日，从火车总站至代森霍芬的S27线停运，这段路程由巴伐利亚高地铁路半小时一班开行的梅里迪安列车接替，它们将在高峰时段经由霍尔茨基兴及曼格法尔河谷铁路延长至罗森海姆运行。此外，S20线的起讫站也由代森霍芬转移至伊萨尔河谷铁路上的赫尔里格尔斯克罗伊特。因此，慕尼黑－霍尔茨基兴铁路在索尔恩至代森霍芬区间将不再提供快铁列车服务。
2014年，先前由A线行驶的达豪－阿尔托明斯特铁路完成电气化改造。此外，还在巴赫恩和施瓦布豪森间的的会让路段建造了复线以及在埃尔德韦格设立另一座换乘站。规划审批程序于2013年1月完成。从2014年4月28日至12月13日，达豪至阿尔托明斯特间的A线因电气化工程而停运，而原本由628型动车组担当的列车服务则改为巴士替代服务。改造完成后，路线于2014年12月14日开始通电。高峰时段的每小时1班频率自此可以提供30分钟间隔。该路线是作为S2线的支线运营。其最终的成本预计约为4700万欧元。工程原本规划于2012年开建，至2013年完工。
自2016年12月调图以来，原本已于周一至周四高峰时段提供的10分钟间隔也于周五提供。这意味着增加了总计逾100次或每条线路最多23次的额外行程。
自2024年12月15日起，全新的S5线服务开始在帕辛-十字街站之间运行，同时原S7线缩短至慕尼黑火车总站并改由施塔恩贝格翼站始发终到。

### 新的运输合同
巴伐利亚铁路公司于2017年6月16日就慕尼黑快铁网络的运输服务展开全欧洲范围内的招标。在运营的第一阶段，最早从2019年12月开始，每年应提供约2130万车公里的运力。随着第二主线建成通车（推测约为2026年12月）而开始的第二运营阶段，运力将显著提高。确切的合同期限有待进一步磋商，约从2027年12月至最晚2034年12月结束。运输承办商将在期限内采购新车，所需资金由巴伐利亚州提供，并在合同结束后交予下一个承办商。初期允许使用自1993年以来交付的二手车。意向承办商的申请期截止日期为2018年3月23日。有批评称，招标条件是根据德国铁路的需求而制定。

### 车队现代化

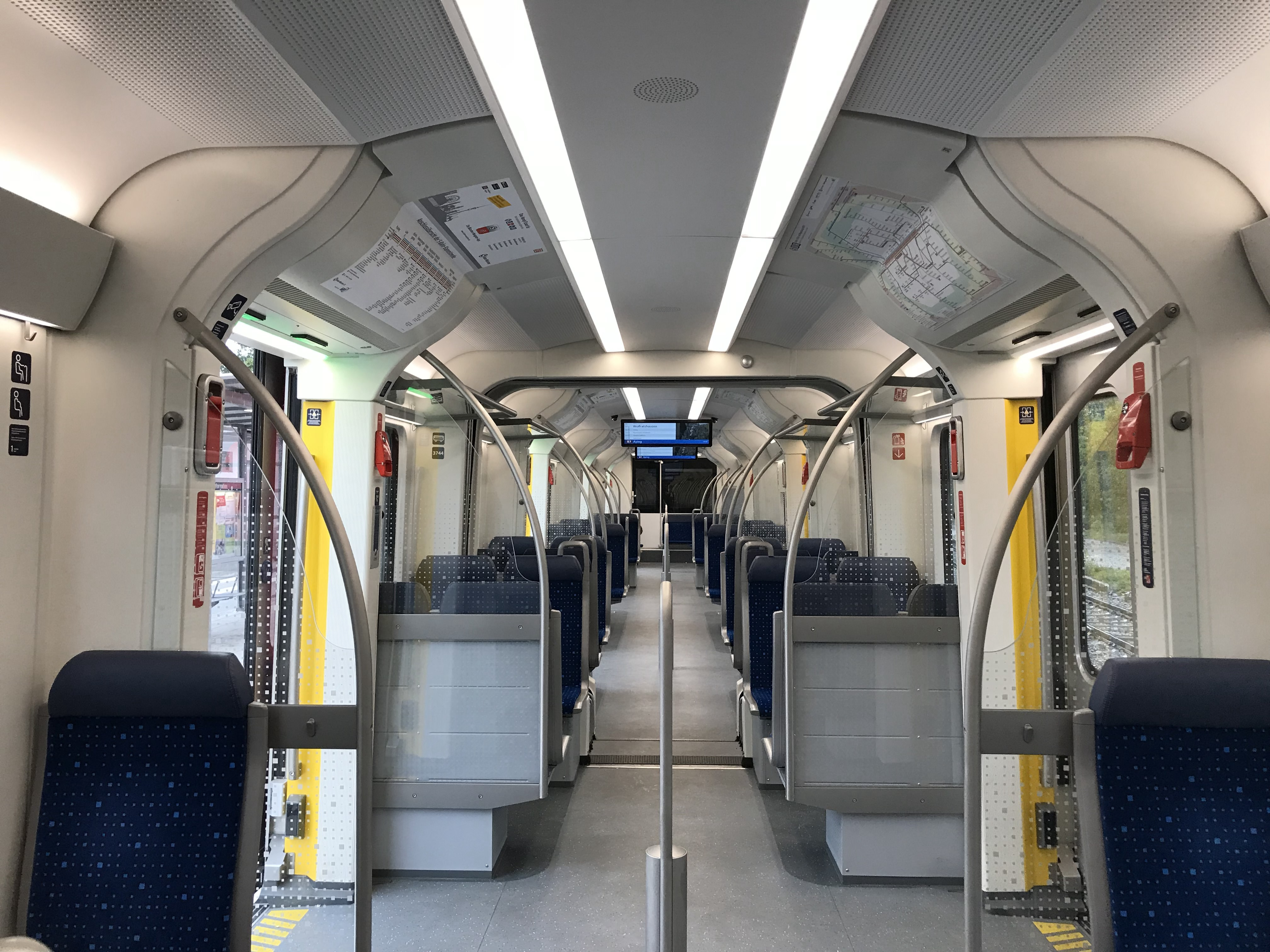
已完成现代化改造的动车组内部

423型动车组自2018年7月开始更新换代。所有动车组应至2020年底完成现代化改造。
对于旅客而言，现代化的车辆可以通过彩色的LED外部显示器、内饰的变化以及内部的大型显示屏幕来识别。列车进行现代化改造，是由于其之前的版本为旅客提供的空间太小。此问题将通过在每组座位中移除一个座位来解决。

### 特殊事件
在1988年的除夕，一名火车司机驾驶列车从慕尼黑驶至埃伯斯贝格后，未使用制动器便离开。这列没有载客420型动车组随即在大坡度的路线上溜动。它溜动至瓦瑟堡车站，调度员在那里能够将其引入一条停车线。
2003年8月16日，诺伊法恩发生了一起严重事故：一组S1线列车按计划拆编为两组，分别前往弗赖辛和机场。由于一连串不利情况（包括大雾、诺伊法恩车站在建工程的失误、由于主线施工而错误分配的控制代码等），后组列车以约50公里/小时的速度与前组列车相撞。约二十余名旅客受伤，碰撞端的列车司机被夹住并严重受伤。由此造成的经济损失达数百万。两组涉事动车组（423 225号及423 227号）经过约两年的维修后才重新投入使用。
2004年5月8日，一组快铁列车（423 190号）在洛伊希滕贝格环路站与一台工程车相撞，因后者忽视了多个停车指示信号。约110名旅客中有54人受伤，其中7人伤势严重。
2008年11月3日傍晚，第一个也是唯一一个婴儿在帕辛站附近的S8线快铁列车上出生。作为生日礼物，德国铁路赠予其终身免费搭乘慕尼黑快铁所有列车的权利。
2009年9月12日，多米尼克·布鲁纳在快铁索尔恩站遭两名年轻人谋杀。此前，他希望保护四名学生免受那些意图勒索的青少年的威胁。由于伤势严重，他在大哈登医院因心脏骤停而死亡。在接下来的几天里，布鲁纳获颁多项荣誉，之后还以其名字成立了见义勇为基金会。
2013年2月21日傍晚，一辆挂装的汽车运输车在埃默灵的平交道口上被S4线的一列快铁列车撞毁并撕成碎片。62岁的运输车司机被飞溅的碎块击中而致死。尽管两组快铁车辆（423 125号和423 143号）遭到了严重破坏，但驾驶员仍然完好无损。只有一名旅客受到轻伤，可就地进行护理。两组快铁车辆经过数月的维修后于2013年8月重新投入使用。
2014年5月7日，奥尔兴发生了一起严重事故：一列快铁列车与一台双向挖掘机的吊臂发生冲突。列车以大约100公里/小时的速度行驶，被挖斗击中并严重受损。由于当时是空驶，没有乘客受伤；但列车驾驶员身负重伤需要进行救护。受损严重的车辆（423 206号）在完成所有的调查措施后被解除管制，并可由制造商修复。经过广泛的试运行和路试后，该车辆自2017年9月起重新投入载客运行。

## 营运

### 经营管理

#### 控制系统

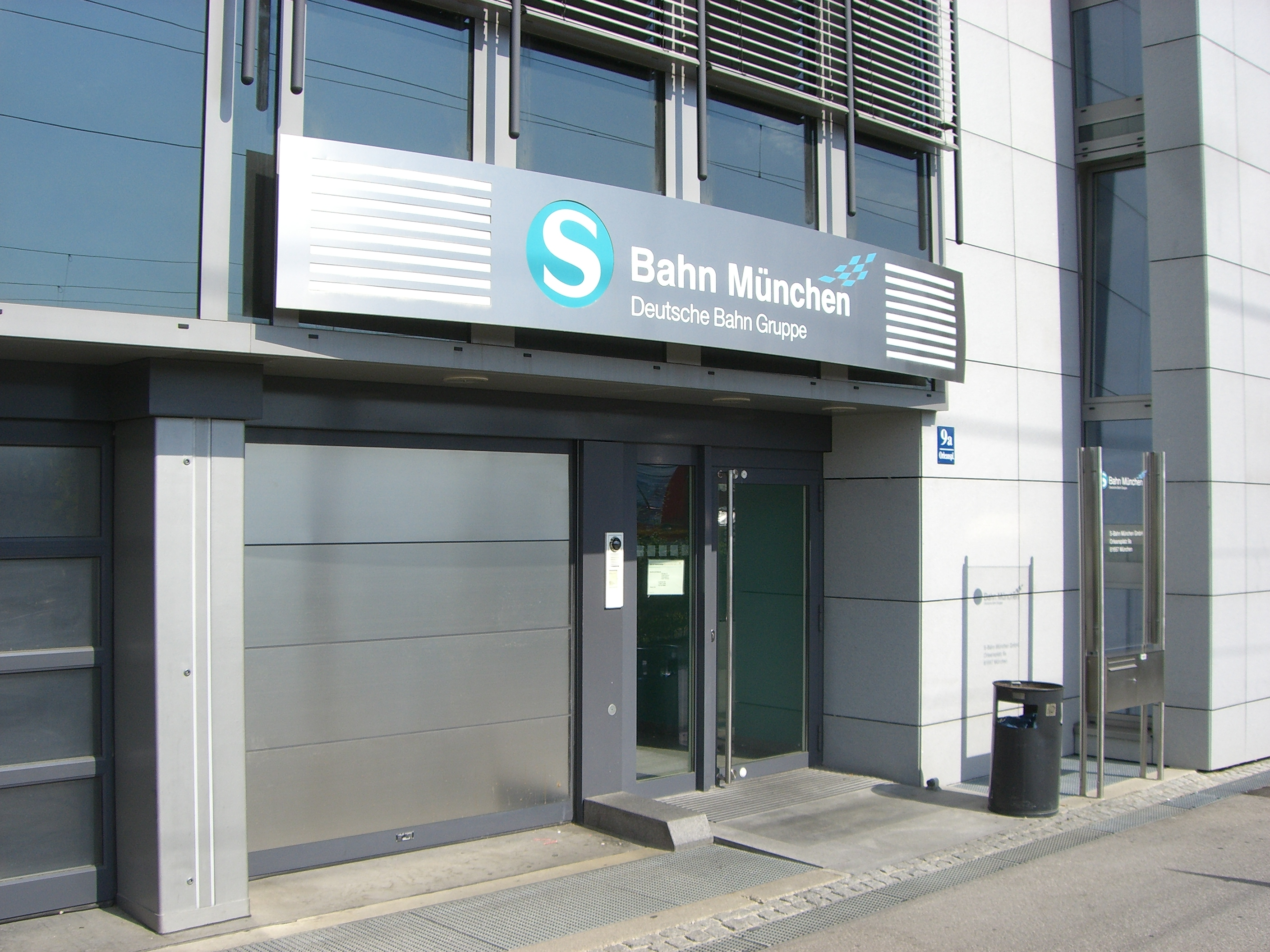
设于东站的慕尼黑快铁行政中心

整个快铁的运营均是通过设在多纳斯贝格桥附近的快铁运营中心进行控制。外部路线中的列车监控、信号所数据以及辅助运行图数据分别由三台计算机进行评估。快铁列车的驾驶行为通过多台监视器展示给地区调度员，并且会对交通中的操作偏差作出特别标记。如果发生运营故障或班次取消，进一步的运营程序会由地区调度员接管。在同一座建筑内，快铁慕尼黑西区的调度员也通过这个中心尽可能远程控制快铁路线。而东区的运营中心则设于慕尼黑东站的站房内。

#### 旅客信息系统

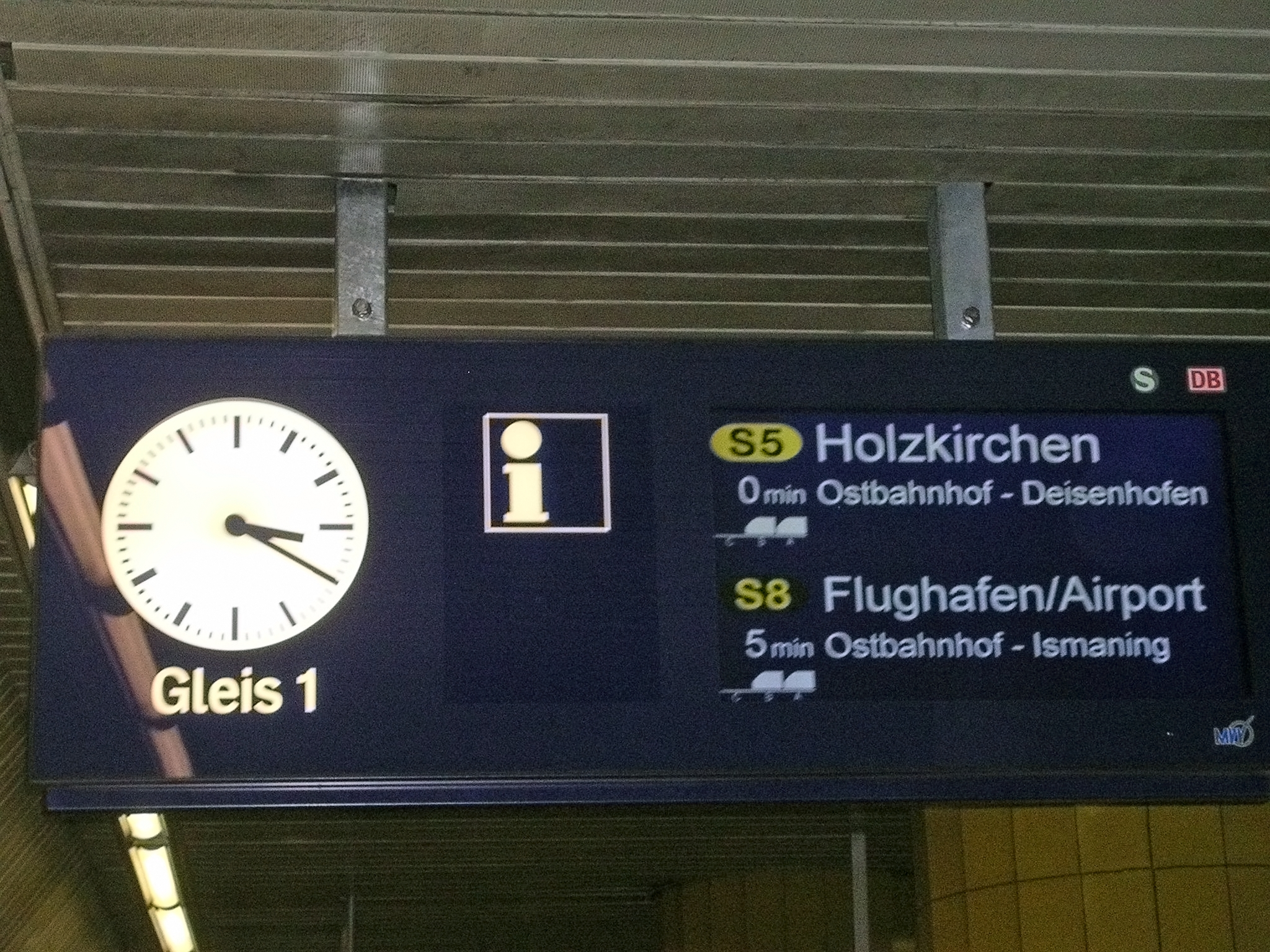
主线隧道内现代化的发车牌

在所有主线车站和至少有两条快铁路线行经的站点中，于1972年在每个月台都配备了2－6台发车牌。发车牌采用机械翻页显示，展示有轨道编号、行车目的地和以及列车编组。最初，列车编组中的长编组、标准编组和短编组是以文本形式标记，其后文本由符号所取代。发车牌是由快铁运营中心的中央过程控制计算机自动控制，这是通过所储存的运行图、其它车站的轨道分配和计轴器来实现。如果发生故障，调度员可以手动调整发车牌。随着通往机场的快铁线路建成通车，机场端于1992年首次使用液晶显示器（LCD）替代机械翻页显示。2000年以后，主线车站的机械翻页显示均被改造为LED发车牌。此外，大部分与区域列车的共用车站、以及客流量繁忙的车站，均安装了新的液晶显示器。因故障导致无法电子显示的车站则会通过广播通知乘客。

#### 发车程序
在快铁网络于1972年开通后，所有的快铁车辆都需要由动车司机、长编组车辆需要由乘务员发车。乘务员在外部车站是必须的，因为并非所有月台都是水平的。在三座主线车站——火车总站、火车东站和玛利亚广场站，自通车以来便配备有站内接车员。这项工作是通过月台的广播通知在摄像头和列车监视器的辅助下完成的。如今，在主线隧道内的所有车站都设立有站内接车员处理列车的到发。在1960年代，联邦铁路中央局曾尝试将月台的视频图像通过无线电传输至驾驶室。车辆转向架上的天线可以在一些倾斜度较大的车站进行无线传输。时至今日，列车已不再采用长编组，发车程序由动车司机完成。

### 雇员
慕尼黑快铁当前雇有约1100名员工。其中占比最大的是538名动车司机。在2012年和2015年初，由于疾病浪潮或部分人员因更好的待遇而转投货运所造成的人员短缺，曾导致部分班次被迫取消。为此，德国铁路每期将招收20名火车司机实习生进行培训，而不是以往的12名。至2016年的培训期，则以14个实习生名额取代了先前的20个。与此同时，2016年将开办五常功能性培训课程。在这种缩短的功能性培训中，火车司机将接受为期九个月的培训，而不是通常的三年。除火车司机外，另有164名员工在施泰因豪森车辆段担任维修技师。慕尼黑快铁的控制中心岗位由54名员工组成，另有70人在管理部门中任职。此外，还有120名员工从事客户服务，该领域又分为旅客控制、旅客信息和当地监管三个部分。当地监管仅存在于主线车站，并在月台上发布信息和公告。此外，慕尼黑快铁每年会在辖下全部岗位中培训84名实习生。

### 故障
| 原因             | 西部分支 | 东部分支 | 主线 |
| ---------------- | -------- | -------- | ---- |
| 线路封闭         | 31       | 11       | 7    |
| 警方行动         | 29       | 13       | 3    |
| 急救行动         | 19       | 12       | 3    |
| 恶劣天气         | 16       | 9        | –    |
| 道岔及接触网故障 | 13       | 9        | –    |
| 信号所故障       | 10       | 10       | 2    |
| 炸弹威胁         | 9        | 5        | –    |
| 消防行动         | 5        | 5        | –    |
| 其它             | 14       | 2        | –    |

2009年，慕尼黑快铁在运营期间共发生237起故障。其中最脆弱的是西部分支，有逾40次急救和警察行动。S1线是延误频率最高的快铁线路，因为快铁轨道需要与往兰茨胡特方向的区域列车共用。由于主线隧道的钟面接续时刻紧凑，列车延误还会导致后续班次延误。主线上共发生15次服务中断，故障率最低。如果主线上的快铁服务中断，则会启动相应的应急程序，以便使原本已在东站或总站施塔恩贝格翼站的快铁列车停运。如果主线隧道部分关闭，鉴于伊萨尔门站的推挽式可用性，隧道仍可在东站－伊萨尔门或伊萨尔门－总站区间投入个别列车运行。
在2012年3月，经常发生故障的是S2、S3和S8线的加班列车。这主要是因为慕尼黑快铁只有约500名火车司机，一部分人若爆发伤病潮便会导致停运。在前一年，便有37起因火车司机精神受创而自杀所导致的停运。
2015年夏季，由于缺乏人员，许多加班列车被迫取消。在2016年中期，快铁只有大约600名火车司机，比稳定运营所需的人数少60人。自2016年6月起，德国铁路将从其它领域临时调拨火车司机至慕尼黑快铁。为此，快铁承办商将支付特殊津贴并提供住所。

### 施泰因豪森车辆段
慕尼黑原有的铁路车辆段，即奥宾和慕尼黑东并不具备接纳更多快铁列车的能力，尤其是随着快铁运输的扩张已经可以预见。德国联邦铁路随即决定建造一座新的车辆段，用于快铁车辆的保养、清洁和停放。在市分区施泰因豪森，有一块位于当时慕尼黑东编组站内的场地可以利用，毗邻工业区。这便成了新车辆段的选址，并于1972年2月1日投入运营。最初，它的车库有四条210米长的轨道，库内共计可容纳12辆动车组。而所有轨道都设有检修坑。三条轨道配备了接触网，在第四条轨道上也可检修和更换受电弓。另一条轨道上设置的液压升降转向架槽则可以更换和修理转向架。轨道设施和运用车间是由紧邻车库的行政大楼内的两层信号所进行控制。车库于1975年至1978年间进行了扩建，从而增加至8条库内轨道。此外，段内还建造了一座应承担更多管理任务的多功能大楼，并为车辆的外部清洁安装了一个洗车间、为内部清洁设置了三个清洁台。
2011年12月30日，扩建车间的计划批准决定，增建27个停车位、设立双向接入设施、内部清洁台以及将信号所完全改造为电子式。工程预算为4500万欧元。至2017年5月31日，联邦铁道部批准为快铁列车建造一座六轨车库。在2017年7月12日举行奠基仪式后，停车设施的建设工程正式启动。

## 车辆

### 编组
420型和423型快铁动车组是由近70米长的单元所组成。慕尼黑快铁将它们分别编为每列一组、两组或三组模式。单组动车组的运行模式被称为短编组（Kurzzug），通常在低客流量的周日和节假日期间使用。两组重联的模式主要在常规运营中使用，这被称为标准编组（Vollzug）。在高峰时段，由于乘客数量众多，一些线路上会使用三组重联的模式，称为长编组（Langzug）。
由于月台长度的限制，快铁网络中的部分线路不适用于长编组列车。例如，在S7线的沃尔夫拉茨豪森至大黑瑟洛厄之间的月台只能接纳两组重联的标准编组长度。

### 现行使用车辆

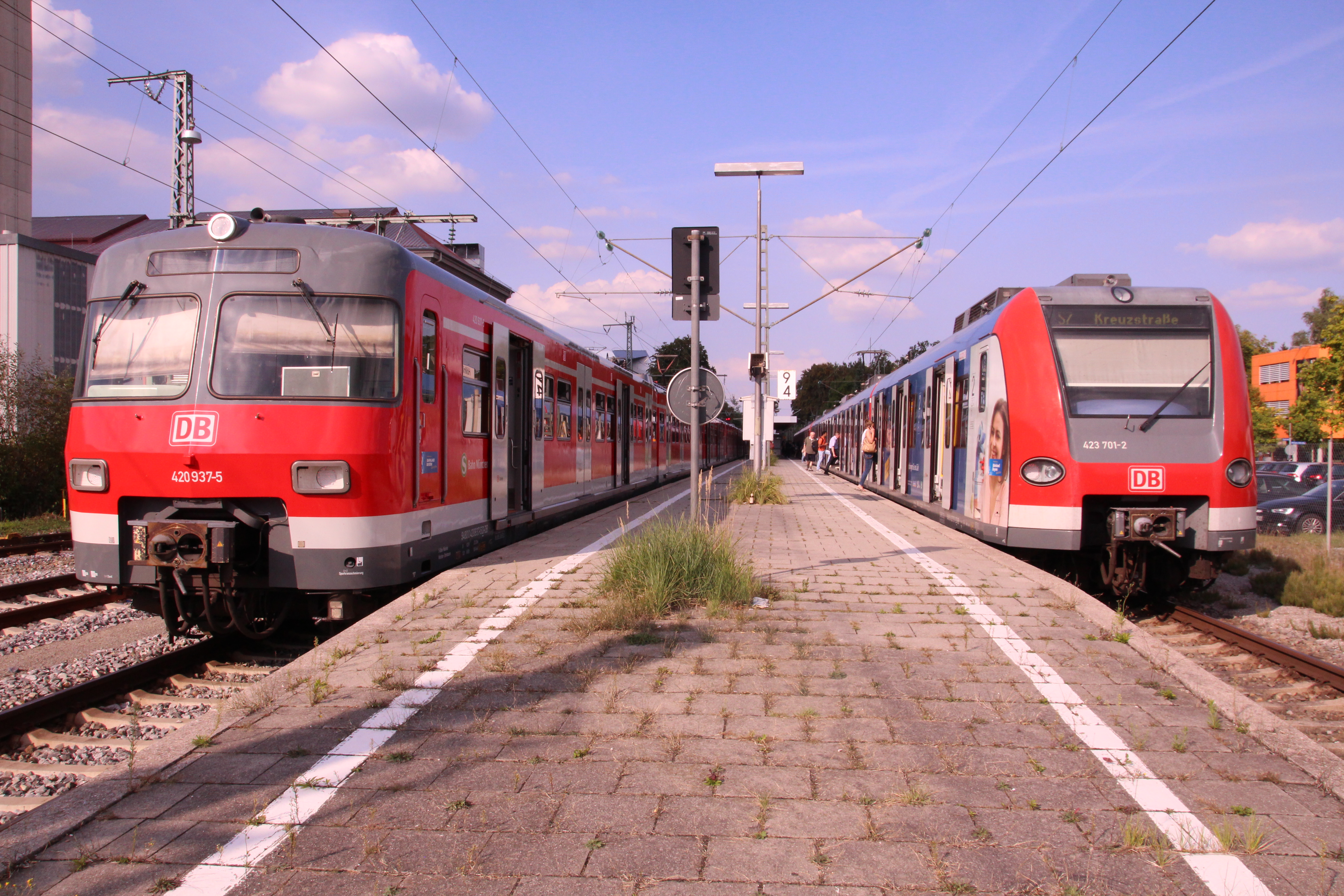
S20线（420型）和S7线列车在交会

#### 420型

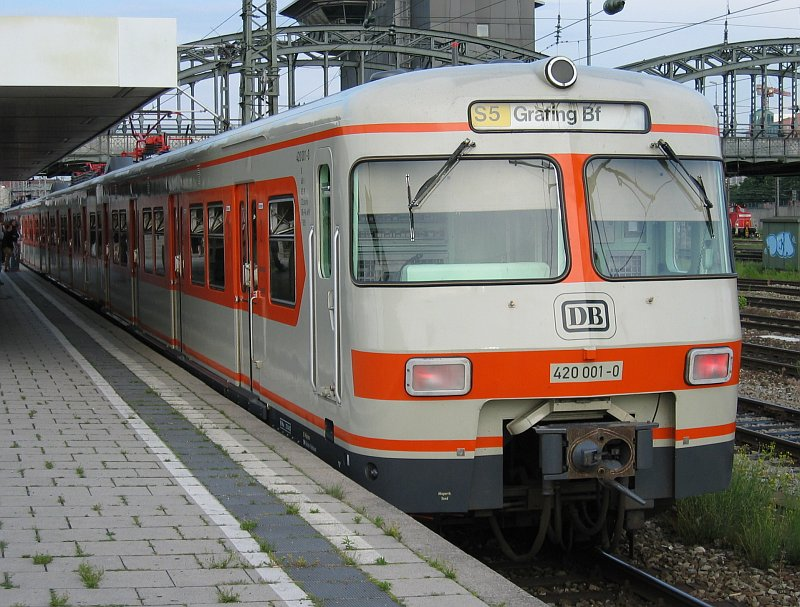
420型“奥运动车组”

自1972年快铁网络开通以来至2004年，420型电力动车组已广泛运用于慕尼黑快铁网络。然而在1972年，所订购的120组车辆中仅101辆可供使用，因此在1975年以前，部分线路上仍然需要使用推挽式列车。前120辆车组来自同型号的第一批次。在接下来的几年里，由于对车辆的需求增加，第二批次的30辆车组也来到慕尼黑。第二批次的列车数量时常发生变化，因为它们也与其它城市的车辆交换使用。从1979年至1982年，还有第五和第六批次的车辆来到慕尼黑，但这些车辆于1982年之后又再被交换至其它快铁网络。自1992年和自1996年起，还分别增加了第七和第八批次的一些车辆，这使得1996年在慕尼黑的车辆库存达到了209辆。自423型电力动车组交付以来，420型动车组已陆续运往其他城市，进行转售或报废。一时之间，这款被昵称为“奥林匹亚动车组（Olympia-Triebwagen）”的车型，在慕尼黑快铁网络担当的最后一班图定客运服务已于2004年12月5日在S8线的加班运转后结束，此后仅提供定期观光服务特别开行。
由于A线自2014年12月完成电气化改造以来导致电力车辆短缺，420型动车组得以再次投入使用。这些是从斯图加特快铁接收的15组车辆，但由于并未安装线性列车控制系统，它们于高峰时段无法在主线上运行。因此，它们于周一至周五只能在S2线担当达豪至阿尔托明斯特区间的加班运行，以及S4线西段和S20线的加班服务。自2017年6月起，列车也会在周末用于S2线和S4线的图定服务，并经由主线铁路运行。慕尼黑快铁和巴伐利亚铁路公司目前计划从斯图加特增加接纳20至30组车辆，以满足日益增加的客流需求。它们应预先配备线性列车控制系统，以便在主线隧道中行驶。

#### 423型

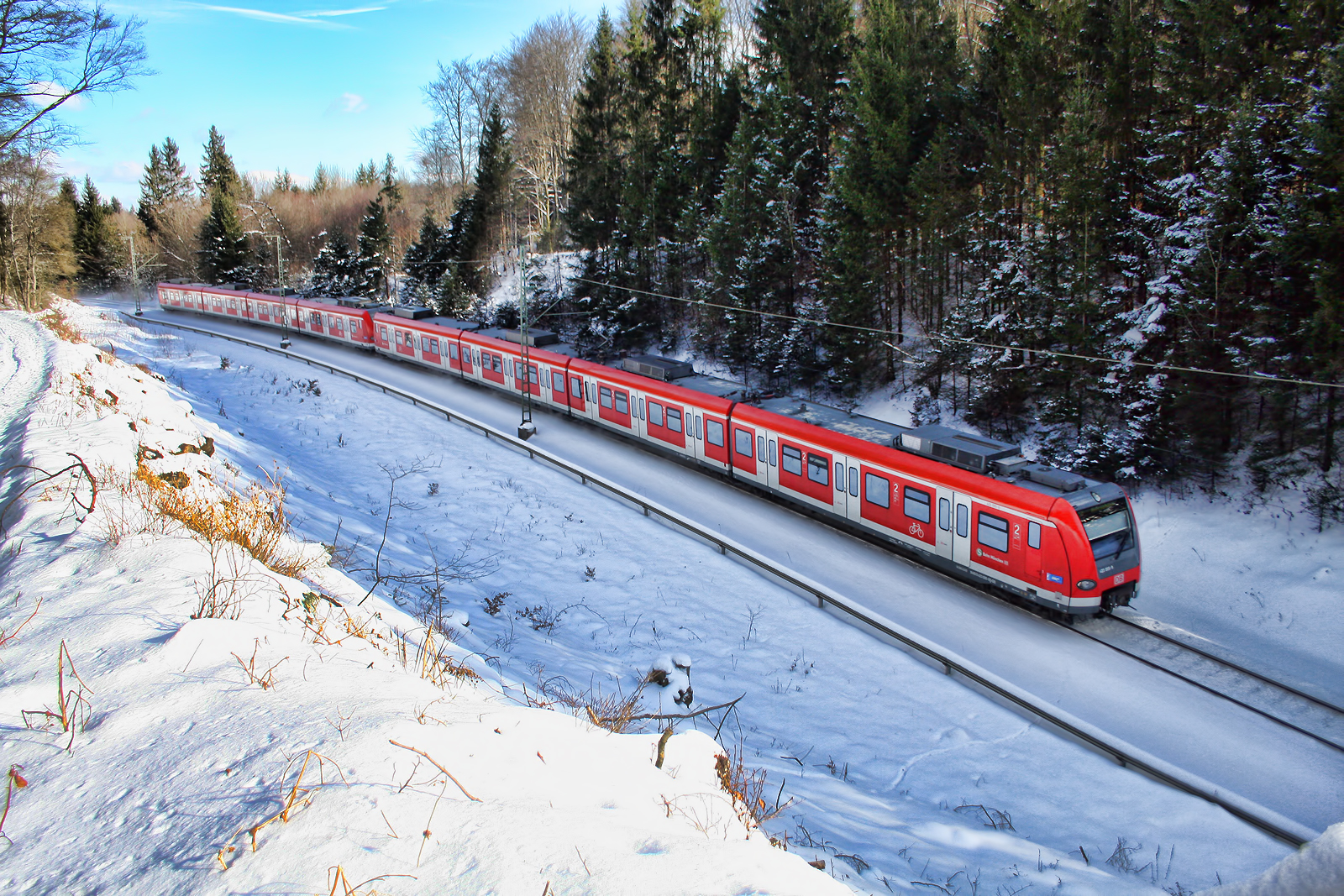
运行于S8线的423型动车组

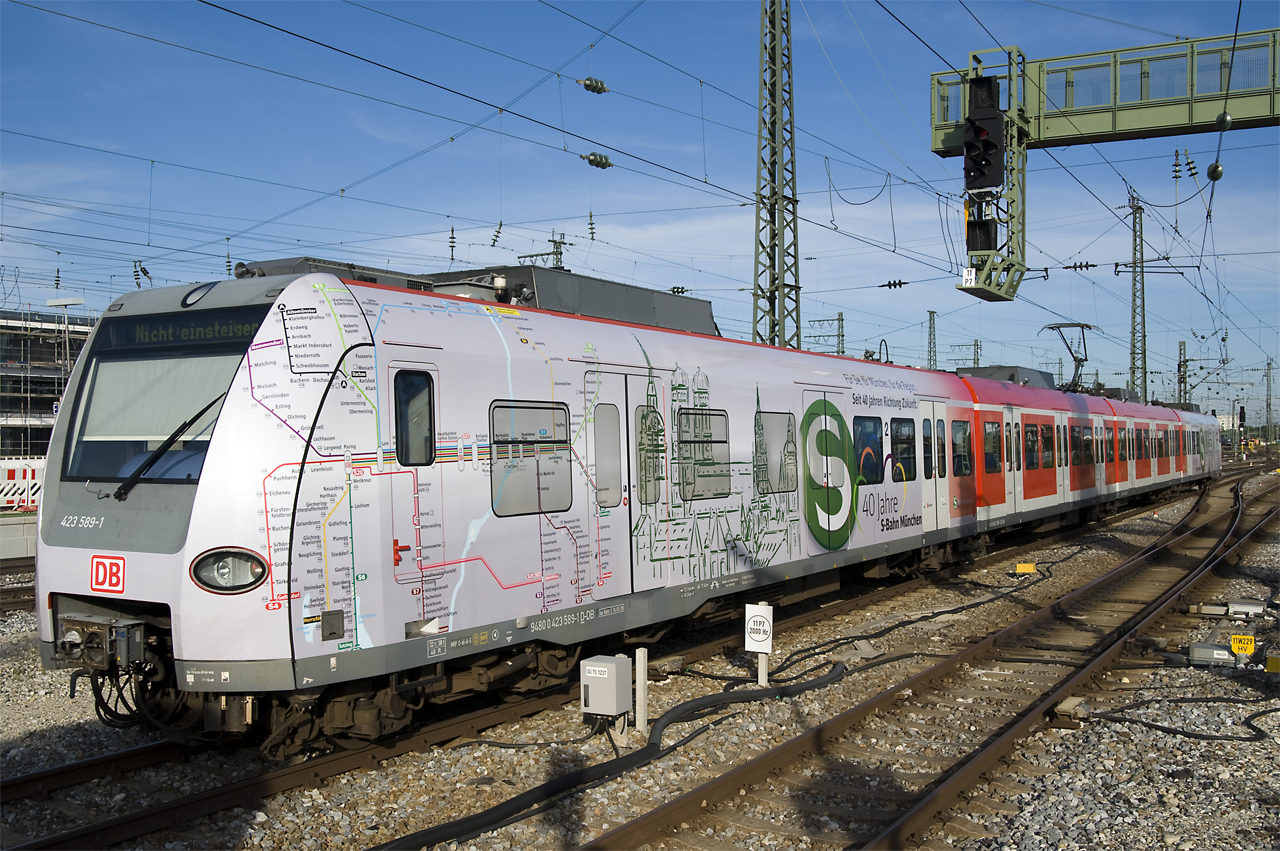
漆有“慕尼黑快铁40周年”特别涂装的423 089-2号车在帕辛

从2000年秋季开始，新式车辆423型电力动车组取代了其中一些已有三十多年历史的420型动车组。新车辆的运用是按路线逐步执行的，因为两款列车不能相互重联。首先是S7线由新动车组提供服务。至2003年共有211组同款车辆交付使用。为了“十分钟间隔计划”，慕尼黑快铁于2004年又采购了多23组车辆。2005年再有4组车辆交付，因此如今共有238辆423型动车组在慕尼黑。
从2008年1月至7月，德国铁路在慕尼黑快铁的105组列车上安装了摄录机。此举是为了应对前几个月发生的一系列野蛮袭击。同时，也是为了防止车辆遭到破坏，由此所造成的年均损失超过了500万欧元。2008年之后，视频监控的安装工作仍在继续。由巴伐利亚铁路公司资助的装置已于2013年中期完成。快铁列车上的恶意破坏行为时至今日已大幅减少，例如列车的损坏损失从2008年的约63万欧元下降至2011年的约52万欧元。
所有423型动车组都应自2018年春季起进行现代化改造，以便使其能够运用至2020年代中期。通过对内部空间进行整顿，载客量将得到提高。

### 曾用车辆

#### 628型
由于从达豪至阿尔托明斯特的A线尚未通电，因此在2014年4月以前，这条线路使用的是六组两节车厢的628型柴油动车组。它们全数配属于巴伐利亚东南铁路设在因河畔米尔多夫的车辆段。这些车辆是在1998年为A线所采购的，更早之前则是由柴油机车牵引的n型车厢提供推挽式列车服务。然而，由于车门阶梯的缘故，列车乘降并不是无障碍的。随着线路实现电气化，那里自2014年12月13日起已改用420型和423型车辆。

#### n型车厢
在快铁网络于1972年建成通车后，由于德国联邦铁路提供的420型动车组数量不足，必须在S1线东段（今S7线）的高布伦至十字街间、S2线东段（今S3线）的代森霍芬至霍尔茨基兴间、以及S22线（后S27线）和S10线（今S7线）使用由柴油机车搭配n型车厢的推挽式列车。在更多第二批次的420型动车组于1975年来到慕尼黑后，S2线全线和S22线都可以使用420型。1976年秋季，S1线东段的推挽式列车被420型动车组所取代。1981年，S27线的动车组服务被撤回，这些车辆将投入S7线西段（原S10线）使用。随着新车辆于1983年交付，S27线得以再次运用快铁动车组。此外，在1998年以前，A线也使用由212型柴油机车推挽n型车厢的组合。

#### 试行双层车厢
1989年5月28日至6月21日期间，德国联邦铁路在S4线的格尔滕多夫至埃伯斯贝格区间测试使用了荷兰铁路的四节DDM型双层车厢，并为此配备两台120型电力机车用于“三明治牵引”。这款列车设有600个坐席和440个站席，容量较标准编组的420型动车组提高了约20%，并且仅长出十米。但这并不能证明是成功的。由于列车的车门较少，乘客的乘降时间会更长。

## 未来规划

### 第二主线铁路

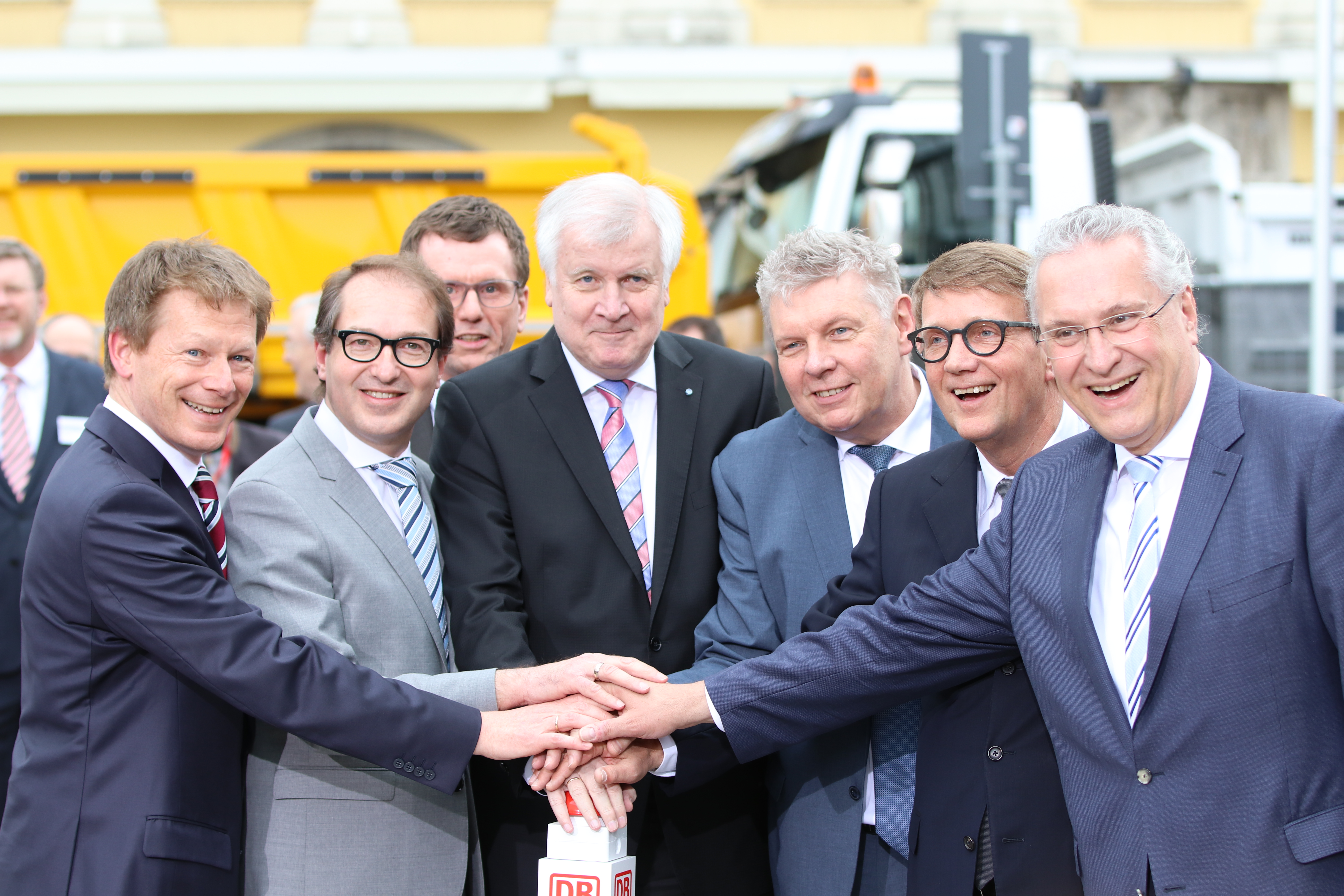
第二主线铁路的动工仪式

自1990年代以来，兴建慕尼黑快铁的第二条主线铁路便一直在进行探讨。在慕尼黑快铁的发展规划中，提供有从火车总站至东站之间的隧道连接，它设于既有隧道、即当前仅有的一条主线铁路北侧。这条新线路的走向应该从莱姆经由火车总站、玛丽亚庭院和东站连接至洛伊希滕贝格环路，以缓解第一主线的负担。除了经停所有车站的快铁列车外，还计划开办捷行快铁路线。在韦斯灵－帕辛、迈萨赫－帕辛和洛伊希滕贝格环路－格拉芬区间，它们仅在特定的站点停靠。此外，快铁系统应调整为15/30分钟一班的频率。例外情况仅限于彼得斯豪森－霍尔茨基兴以及沃尔夫拉茨豪森－十字街的线路。
第二主线铁路于2017年4月5日举行动工仪式，计划于2026年投入使用。

### 南环铁路
作为第二条内城隧道的备选方案，当局还制定了旨在强化快铁运输的慕尼黑南环铁路计划。三座车站：海梅兰广场站、波西街站（新增，毗邻前慕尼黑南站）和哥伦布广场站（新增）均将提供通往地铁的换乘服务。这三座车站的改建也是南环及北环铁路组成的环线铁路概念的一部分。

### 北部隧道
2009年，菲尔埃格-勒斯勒尔建议进一步开发北部隧道，将火车总站经由艺术区（三大美术馆）以及慕尼黑自由广场与慕尼黑的北部（北环铁路、体育场、加兴、机场）相连。在市中心区域，其规划的走向大致可对应规划中的地铁9号线。除快铁外，路线也需要通行区域和长途运输，这样将可分流慕尼黑短途运输系统在市中心的中央线路。北部隧道项目没有再继续推动，部分原因是成本较高且成本效益低下。

### 北环铁路
自2015年以来，当局也开始考虑对纯货运用途的慕尼黑北环铁路进行客运改造。汽车制造商BMW尤其希望推进这项发展，因为未来它们将通过扩建设于米贝茨霍芬的研究和创新中心，创造大约15000个工作岗位。自选协已经与规划商菲尔埃格-勒斯勒尔拟定出一份发展概念，其中包括从帕辛至特鲁德灵间设立14座车站的最大化版本，而其中的6座则已经存在于当前的线路上。北环铁路从帕辛将经由一座全新的贝杜克斯街车站通往莫萨赫。在那之后，将于以下几个地点设立车站：拉斯阿勒街、勒歇瑙、克诺尔街、因戈尔施塔特街，以及弗莱曼至上弗灵（规划有“下弗灵南/西站”）。然后，快铁将转入S8线的走向，继而经由约翰內斯基兴、英戈沙金和达格尔芬通往特鲁德灵，并可选择停靠“莱姆畔山（东）站”。预计费用约为5亿欧元，这将带来日均70000人次的客运量，效益成本系数为5。.
在帕辛（未来的U5线）、莫萨赫（U3线）、拉斯阿勒街（U1延长线）、克诺尔街（U2线）、弗莱曼（U6线）、英戈沙金（U4延长线）以及特鲁德灵（U2线）等车站将提供与地铁的换乘连接。从既有快铁路线进一步分岔通往卡尔斯费尔德、下弗灵、里姆或吉辛等地也是可能的。

### 内城区域
- 强化帕辛至海梅兰广场间的森德灵联络线（S20线）。
- 在莱姆畔山至里姆间兴建莫斯费尔德畔停车点（S2东线）。[156]
- 2014年5月，BMW呼吁在北环铁路上设立快铁车站——克诺尔街高地站，以更好的配合该公司在市辖区米贝茨霍芬-哈特畔的企业用地扩建规划。[157]该快铁站需要先升级北环铁路用作快铁运输，这是各方在先前所呼吁的。一种可能是将北环在往机场的方向上与S1线和S8线相连，或者通过升级南环来建立一条环线铁路。

2011年1月，一份对2012年慕尼黑短途运输规划进行修订的专题报告中提议，将不再谋求于上门钦至莱姆间（S1/S2西线）建造贝杜克斯街站。一方面，这是合理的，因为周边地区人烟稀少——铁路设施以东只有宁芬堡宫公园；另一方面，随着诺伊路斯特海姆立交桥于2008年在当地落成，月台的建造成本将更为高昂。

### 外部路线
- 埃尔丁环线：复线铁路与S2东线（埃尔丁）末端和S1/S8线机场站相连，而经由新建明特拉兴站和诺伊法恩折返线通往弗赖辛的S2线延长线将进行四线改造，它是作为“连接东巴伐利亚”的第一阶段和作为“马茨灵联络线”的备选方案。从弗赖辛－机场的第一部分规划于2014年获批，预计至2020年完工。
- 位于慕尼黑-米尔多夫铁路上的赫尔科芬、瓦尔佩茨基兴、塔恩-马茨巴赫和多尔芬等车站将通过S2东线在马克特施瓦本的分支与快铁相连。[159]既有的单线铁路必须至少进行电气化改造。然而，此前规划的S2东线在费尔德基兴至马克特施瓦本间进行四线改造、以及S2东线通往展览城的分支（增设展览城北站）改造却未被纳入联邦铁路建设计划中，因此短期内实现的可能性不大。[160]
- 将S7线延长至盖雷茨里德，并增设格尔廷站、盖雷茨里德中心站和盖雷茨里德南站。这条线路目前正在筹备规划审批程序。[161]
- S4西线在布赫瑙至帕辛间进行四线改造（规划中），由于预计往瑞士方向（哥达隧道）的长途运输和货物运输量将增加，第一建造阶段将从帕辛至普赫海姆展开。出于成本考虑，扩建将不再延至布赫瑙，而是至艾歇瑙止。

### 机场快线
将慕尼黑机场更快连接至慕尼黑内城的设想一直存在。这除了建造第二主线外，还必须对S8线的达格尔芬－约翰內斯基兴区间进行四线改造。2012年3月，相应的第二主线隧道已获得市议会批准。因此，设立慕尼黑机场快线是可能的，它将每15分钟一班开行，并将机场至火车总站之间的行程缩短约15分钟。